# 天才てれびくんhello,
天才てれびくんhello,（てんさいてれびくんハロー）は、2020年4月6日から2023年3月29日までNHK Eテレで放送されていたテレビ番組。

## 概要
『天才てれびくん』のテレビ番組第7作、第13代総合司会、放送開始28年目から30年目のシリーズにあたる。
舞台設定は電空。番組の対象年齢は幼児と小学生。
番組スローガンは「明日の自分は無限大!知らない何かに、明日もハロー!」。

## 番組情報

### 基礎情報
- 放送局：NHK Eテレ
- 放送期間：2020年4月6日 - 2023年3月29日

| 期間                         | 放送時間                                                            |
| ---------------------------- | ------------------------------------------------------------------- |
| 2020年4月6日 - 2022年3月31日 | 月曜 - 水曜 18:20 - 18:45（25分） 木曜 - 木曜 18:20 - 18:54（34分） |
| 2022年4月4日 - 2023年3月29日 | 月曜 - 木曜 17:35 - 18:00（25分）                                   |
- 舞台設定：電空
- 総合司会：みやぞん
- メインナレーション：木村昴

### 詳細情報
- 電空物語
- 主要企画
- ピクセル採掘場
- 木曜生放送
- 番組出演者
- 音楽
- スタッフ
- イベント

### 関連番組
天てれ第2部
- わらたまドッカ〜ン
- ブレーカーズ
- ねこねこ日本史
- ふしぎ駄菓子屋 銭天堂
- 宇宙なんちゃら こてつくん

### 国際放送
英語名は『Whiz-Kids TV hello,』。
| 地域             | チャンネル              | 開始時刻          | 標準時   | 脚注    |
| ---------------- | ----------------------- | ----------------- | -------- | ------- |
| アメリカ・カナダ | テレビジャパン          | 月曜 - 木曜 17:45 | 北米東部 | [ * 1 ] |
| ヨーロッパ・中東 | JSTV2                   | 火曜 - 金曜 18:25 | 日本時間 | [ * 2 ] |
| 上記以外の地域   | NHKワールド・プレミアム | 火曜 - 金曜 18:25 | 日本時間 | [ * 3 ] |

## スタッフ
- 構成 - 佐藤大、竹村武司、向田邦彦、廿楽大輔、矢野了平
- 脚本 - 佐藤大、福島直浩、古澤健、池田亮、今野恭成、宮本亮、渡辺謙作、関田育子、小林雄次、向田邦彦、田辺茂範、片桐絵梨子、鈴木洋介、横浜聡子、久保寺晃一、村山功
- キャラクターデザイン - セブンゼル、タイキ、JNTHED、一才、BUNBUN、米山舞、たかくらかずき、PALOW.、NAJI柳田、高木正文、YKBX、松尾省吾
- イラスト - 鈴木旬
- タイトル映像 - STEADY
- アートディレクター - 大月壮
- オリジナル音楽 - 小田朋美
- 技術 - 河野良太
- 映像技術 - 森山雄太
- 音声 - 渡邊賢
- 音響効果 - 塚田大
- 映像デザイン - 塚崎安奈、淀裕矢、南浴依、佐藤小春
- 衣装デザイン - 三浦進、鈴木淳哉
- 衣装制作 - 広瀬水音
- バーチャルCG - 阿部大史、齊藤宜之、古沢高明
- VFX - 中原修一、小野修、石川武、町田俊彦、山口剛、渡辺聖介
- ディレクター - 景山潮、中村真己、清水亮詞、陣野遥、中本裕介、栗原翔一、今野恭成、池田おさむ、上田亜紀、近藤貴浩、大塚栄貴、劉揚帆、柳沢等、佐川由夏、山下洋助、早川淳、淋代壮樹、森澤千洋、入沢直樹、杉浦拓朗、ヤングポール、谷真寿雄、佐藤大輔、本田浩、くぼまどか、守屋篤、和賀博史、井上敬太、藪雄佑、伊林武彦、堀田尚志、観堂早織、足立結郁、堀友香、吉田梨那、内田愛美、齋藤隆介、村上貴英、関戸敦、堀友香、野路友也、藤原桃子、渡部裕佳、山崎正幸、平井正孝、渡辺丞佑、清田真衣、河原剛、中村典和、村主岳史、福庄章史、瀬川功仁、宮田大樹、東正記、渡辺友浩、岸元美江、山田梓史、山本正樹、大竹紀郎、嘉納一貴、平尾梨佳、カワノリョウ、川瀬美晴、谷口歩美、阿由葉聡子、岡瑠里子、吉澤みづき、冨田百合子、真治史、小佐々唯
- 制作統括 - 岸本伸介、高﨑健太、黒田健一、石川慶、山田真規子、清水亮詞、神原一光、萩島昌平、角田知慧理
- 制作協力 - NHKエンタープライズ、イースト・ファクトリー
- 制作・著作 - NHK
- NHK制作担当 - 第1制作ユニット教育・次世代

## 音楽
- ハローハロー
- また明日
- MTK ミュージックてれびくん

### ハローハロー
『天才てれびくんhello,』メインテーマ。
2020年度・2021年度・2022年度エンディングテーマ。
ハローハロー
- 作詞・作曲：n-buna
- 振付：しっときんぐす
- 放送尺：1分30秒
- 音楽商品
  - 2021年7月7日「ハローハロー/また明日」

#### 2020年度
- 歌：てれび戦士2020
- 初回放送日
  - 2020年04月06日 - 通常版
  - 2020年05月07日 - リモート収録
  - 2020年07月02日 - リモート収録リオン
  - 2020年10月26日 - フワちゃんといっしょハロウィーンVer.
  - 2020年11月11日 - ソノマ加入1
  - 2020年11月18日 - ソノマ加入2
  - 2020年12月09日 - ソノマ加入3
  - 2020年12月21日 - みんなでおどろうバージョン

#### 2021年度
- 歌：てれび戦士2021
- 初回放送日
  - 2021年04月05日 - 通常版
  - 2021年08月17日 - メイキング マウスソニア
  - 2021年08月18日 - メイキング ギュナイ滝美
  - 2021年08月24日 - メイキング 香月萌衣
  - 2021年09月06日 - メイキング 松尾そのま
  - 2021年09月13日 - メイキング 坂上悠真
  - 2021年09月20日 - メイキング てれび戦士
  - 2021年09月27日 - メイキング 布施麻理亜
  - 2021年10月04日 - メイキング 阿比留照太
  - 2021年10月18日 - メイキング 勅使河原空
  - 2021年10月25日 - メイキング 大谷紅緒
  - 2021年11月08日 - メイキング 筧礼
  - 2021年11月15日 - メイキング 稲毛眞生
  - 2021年12月06日 - メイキング 溝口元太
  - 2021年12月20日 - メイキング 梅田芹奈

#### 2022年度
- 歌：てれび戦士2022
- 初回放送日
  - 2022年04月04日 - 通常版
  - 2022年06月15日 - 熊本・佐賀 茶の間戦士といっしょバージョン
  - 2022年09月07日 - 札幌 茶の間戦士といっしょバージョン
  - 2022年12月07日 - 滋賀&富山 茶の間戦士といっしょバージョン
  - 2023年03月08日 - 帯広 茶の間戦士といっしょバージョン

### また明日
2021年度・2022年度エンディングテーマ。
また明日
- 作詞・作曲：n-buna
- 放送尺：1分30秒
- 音楽商品
  - 2021年7月7日「ハローハロー/また明日」

#### 2021年度
- 歌：てれび戦士2021
- 初回放送日
  - 2021年06月09日 - 電空物語
  - 2021年06月15日 - エンディングテーマ
  - 2022年02月03日 - 三陸におでんせバージョン

#### 2022年度
- 歌：てれび戦士
- 振付：朝日太一
- 初回放送日
  - 2022年04月26日 - 通常版
  - 2022年05月10日 - 終盤 香月萌衣
  - 2022年05月17日 - 終盤 松尾そのま
  - 2022年05月24日 - 終盤 布施麻理亜
  - 2022年05月31日 - 終盤 勅使河原空
  - 2022年06月14日 - 終盤 筧礼
  - 2022年06月21日 - 終盤 大谷紅緒
  - 2022年07月05日 - 終盤 稲毛眞生
  - 2022年07月12日 - 終盤 盛武美音
  - 2022年09月13日 - 終盤 丸山煌翔
  - 2022年09月27日 - 終盤 大野遥斗
  - 2022年10月04日 - 終盤 マウスソニア
  - 2022年10月18日 - 終盤 坂上悠真
  - 2022年10月25日 - 終盤 ギュナイ滝美
  - 2022年11月15日 - 終盤 阿比留照太

### シングル
「ハローハロー/また明日」は、2021年7月7日にユニバーサルミュージックから発売されたてれび戦士のシングル。
- 規格：12cmCD、音楽配信
- レーベル：Universal J
- 規格品番：UPCH-5979
- EANコード：JAN 4988031438633
- 作詞・作曲：n-buna

| #  | タイトル                          | 作詞 | 作曲・編曲 | 時間 |
| -- | --------------------------------- | ---- | ---------- | ---- |
| 1. | 「ハローハロー」                  |      |            | 3:53 |
| 2. | 「また明日」                      |      |            | 4:09 |
| 3. | 「ハローハロー（カラオケ Ver.）」 |      |            | 3:53 |
| 4. | 「また明日（カラオケ Ver.）」     |      |            | 4:08 |

## 主要企画

### 2020年度一覧
| 2020年        | タイトル                                                            | 注釈      | 出典      |
| ------------- | ------------------------------------------------------------------- | --------- | --------- |
| 04月06日 月曜 | みやぞんが作るてれび戦士の歌 てれび戦士力検査（前編）               |           | [ * 4 ]   |
| 04月07日 火曜 | みやぞんが作るてれび戦士の歌 てれび戦士力検査（後編）               |           | [ * 5 ]   |
| 04月08日 水曜 | “ゆるスポーツ”を作ろう                                              | [ 注 1 ]  | [ * 6 ]   |
| 04月09日 木曜 | 全員集合!てれび戦士力検査 完全版                                    |           | [ * 7 ]   |
| 04月13日 月曜 | 幸せホルモンで仲よくなれる!?                                        | [ 注 2 ]  | [ * 8 ]   |
| 04月14日 火曜 | 感じろ!達人スピリット! スゴ技!ヌンチャクの達人!“ゆるぎない心”を学ぶ | [ 注 3 ]  | [ * 9 ]   |
| 04月15日 水曜 | ネットの情報を見極めろ                                              | [ 注 4 ]  | [ * 10 ]  |
| 04月20日 月曜 | hello,ワーク パン屋さん大せん入!                                    |           | [ * 11 ]  |
| 04月21日 火曜 | マンガ雑誌 人気のヒミツをさぐる                                     | [ 注 5 ]  | [ * 12 ]  |
| 04月22日 水曜 | 音で魔法をかけろ!                                                   | [ 注 6 ]  | [ * 13 ]  |
| 04月27日 月曜 | hello,ワーク パン屋さん再せん入!                                    |           | [ * 14 ]  |
| 04月28日 火曜 | ギャグマンガ家 人気のヒミツをさぐる                                 | [ 注 7 ]  | [ * 15 ]  |
| 04月29日 水曜 | ツッコミ上手で人気者をめざせ!                                       | [ 注 8 ]  | [ * 16 ]  |
| 05月04日 月曜 | 5・7・5で新しい世界にhello, 俳句道（前編）                          | [ 注 9 ]  | [ * 17 ]  |
| 05月05日 火曜 | 5・7・5で新しい世界にhello, 俳句道（後編）                          | [ 注 10 ] | [ * 18 ]  |
| 05月06日 水曜 | 感じろ!達人スピリット! 熱血!口笛の達人!“本気の心”を学ぶ             | [ 注 11 ] | [ * 19 ]  |
| 05月07日 木曜 | お家で何してる? ギュナイ完全版                                      |           | [ * 20 ]  |
| 05月11日 月曜 | 爆笑みやぞんコメンタリー レイとショウタのパン屋さん修業             | [ 注 12 ] | [ * 21 ]  |
| 05月12日 火曜 | 爆笑みやぞんコメンタリー コロコロコミック・ギャグマンガ対決         | [ 注 13 ] | [ * 22 ]  |
| 05月13日 水曜 | 爆笑みやぞんコメンタリー 5・7・5で新しい世界にhello, 俳句道         | [ 注 14 ] | [ * 23 ]  |
| 05月14日 木曜 | お家で何してる? みんなのおたから編                                  |           | [ * 24 ]  |
| 05月21日 木曜 | お家で何してる? クイズ編                                            |           | [ * 25 ]  |
| 05月25日 月曜 | 手話ダンスでハローハロー!                                           | [ 注 15 ] | [ * 26 ]  |
| 05月26日 火曜 | ご自宅クイズバトル                                                  | [ 注 16 ] | [ * 27 ]  |
| 05月27日 水曜 | ご自宅クイズバトル 後半戦                                           | [ 注 17 ] | [ * 28 ]  |
| 06月01日 月曜 | われら自宅部!ボディーパーカッションに挑戦!（前編）                  | [ 注 18 ] | [ * 29 ]  |
| 06月02日 火曜 | S-1グランプリ 熱血!お宝プレゼンバトル                               | [ 注 19 ] | [ * 30 ]  |
| 06月03日 水曜 | あいうえお作文せいや                                                | [ 注 20 ] | [ * 31 ]  |
| 06月03日 水曜 | ご自宅クイズバトル 延長戦                                           | [ 注 21 ] | [ * 31 ]  |
| 06月08日 月曜 | われら自宅部!ボディーパーカッションに挑戦!（後編）                  | [ 注 22 ] | [ * 32 ]  |
| 06月09日 火曜 | ねんどで自画像に命をふきこむ!（前編）                               | [ 注 23 ] | [ * 33 ]  |
| 06月10日 水曜 | 電空すごろくバトル                                                  | [ 注 24 ] | [ * 34 ]  |
| 06月11日 木曜 | 全員集合!てれび戦士力検査 完全版 どこが追加された?答えあわせ編      |           | [ * 35 ]  |
| 06月15日 月曜 | われら自宅部 英会話クッキングに挑戦!（前編）                        | [ 注 25 ] | [ * 36 ]  |
| 06月16日 火曜 | 身のまわりの物に命をふきこむ!（後編）                               | [ 注 26 ] | [ * 37 ]  |
| 06月17日 水曜 | 電空すごろくバトル 後半戦                                           | [ 注 27 ] | [ * 38 ]  |
| 06月22日 月曜 | われら自宅部 英会話クッキングに挑戦!（後編）                        | [ 注 28 ] | [ * 39 ]  |
| 06月23日 火曜 | 手作りカードで思い100倍?                                            | [ 注 29 ] | [ * 40 ]  |
| 06月24日 水曜 | 話題になる動画を作れ!電空バズる動画クラブ!                          | [ 注 30 ] | [ * 41 ]  |
| 06月25日 木曜 | D-1グランプリ 準決勝・決勝                                          |           | [ * 42 ]  |
| 07月06日 月曜 | 親子で笑おう おやこミュニケーション                                 | [ 注 31 ] | [ * 43 ]  |
| 07月07日 火曜 | はなれていても ハモってひとつに                                     | [ 注 32 ] | [ * 44 ]  |
| 07月08日 水曜 | ネットの情報を見極めろ 料理編!                                      | [ 注 33 ] | [ * 45 ]  |
| 07月13日 月曜 | 世界はひとつ ともだちャレンジII（前編）                             | [ 注 34 ] | [ * 46 ]  |
| 07月14日 火曜 | 世界はひとつ ともだちャレンジII（後編）                             | [ 注 35 ] | [ * 47 ]  |
| 07月15日 水曜 | てれび戦士が世界中の友達とコラボ Hello the world                    | [ 注 36 ] | [ * 48 ]  |
| 08月31日 月曜 | 犬と最高のパートナーになる!                                         | [ 注 37 ] | [ * 49 ]  |
| 09月01日 火曜 | 小さな命のふしぎ発見 天てれ 昆虫観察                                | [ 注 38 ] | [ * 50 ]  |
| 09月02日 水曜 | バーチャル修学旅行 京都 前編                                        | [ 注 39 ] | [ * 51 ]  |
| 09月07日 月曜 | 続・犬と最高のパートナーになる!                                     | [ 注 40 ] | [ * 52 ]  |
| 09月08日 火曜 | 感じろ!達人スピリット! "とことん突きつめる心"を学ぶ                 | [ 注 41 ] | [ * 53 ]  |
| 09月09日 水曜 | バーチャル修学旅行 京都 後編                                        | [ 注 42 ] | [ * 54 ]  |
| 09月14日 月曜 | とって 食べる 大冒険!                                               | [ 注 43 ] | [ * 55 ]  |
| 09月15日 火曜 | ネットの情報を見極めろ 50m走!                                       | [ 注 44 ] | [ * 56 ]  |
| 09月16日 水曜 | NHK探検 謎を解け! 前編                                              | [ 注 45 ] | [ * 57 ]  |
| 09月21日 月曜 | とって 食べる 大冒険II                                              | [ 注 46 ] | [ * 58 ]  |
| 09月22日 火曜 | 感じろ!達人スピリット! なわとび達人に入門 "挑戦する心"を学ぶ        | [ 注 47 ] | [ * 59 ]  |
| 09月23日 水曜 | NHK探検 謎を解け! 後編                                              | [ 注 48 ] | [ * 60 ]  |
| 10月01日 木曜 | バーチャル修学旅行 京都 総集編                                      | [ 注 49 ] | [ * 61 ]  |
| 10月05日 月曜 | 町の写真館でhello,ワーク!                                           |           | [ * 62 ]  |
| 10月06日 火曜 | ギャル×プログラミングで気分をアゲアゲ!                              | [ 注 50 ] | [ * 63 ]  |
| 10月07日 水曜 | ファッションの秋 オシャレ番長を決めろ!                              | [ 注 51 ] | [ * 64 ]  |
| 10月12日 月曜 | 牛乳すごいぜ! みやぞんと牧場へ!                                     | [ 注 52 ] | [ * 65 ]  |
| 10月13日 火曜 | 激ムズ漢字を攻略!                                                   | [ 注 53 ] | [ * 66 ]  |
| 10月14日 水曜 | 捨てるモノで人気者!?ダンボールパフォーマンス!                       | [ 注 54 ] | [ * 67 ]  |
| 10月19日 月曜 | ゼロから遊ぶ!みやぞんの森                                           | [ 注 55 ] | [ * 68 ]  |
| 10月20日 火曜 | みやぞんの森でお・も・て・な・し!                                   | [ 注 56 ] | [ * 69 ]  |
| 10月21日 水曜 | テレビゲームを作ろう! 前編                                          | [ 注 57 ] | [ * 70 ]  |
| 10月26日 月曜 | みやぞんvsフワちゃん おうちハロウィーンSP                           | [ 注 58 ] | [ * 71 ]  |
| 10月27日 火曜 | みやぞんvsフワちゃん おうちハロウィーンSP2                          | [ 注 59 ] | [ * 72 ]  |
| 10月28日 水曜 | テレビゲームを作ろう! 後編                                          | [ 注 60 ] | [ * 73 ]  |
| 11月09日 月曜 | 天てれ忍者修行                                                      | [ 注 61 ] | [ * 74 ]  |
| 11月10日 火曜 | 天てれ忍者修行 後編                                                 | [ 注 62 ] | [ * 75 ]  |
| 11月11日 水曜 | 霜降り明星 presents バーチャル旅行 第2弾                            | [ 注 63 ] | [ * 76 ]  |
| 11月16日 月曜 | しかけ絵本で思いを伝える                                            | [ 注 64 ] | [ * 77 ]  |
| 11月17日 火曜 | 野草をあそびつくそう                                                | [ 注 65 ] | [ * 78 ]  |
| 11月18日 水曜 | バーチャル大阪ツアー NGK（なんばグランド花月） 後編                 | [ 注 66 ] | [ * 79 ]  |
| 11月23日 月曜 | 感じろ!達人スピリット 一輪車女王に入門                              | [ 注 67 ] | [ * 80 ]  |
| 11月24日 火曜 | 発明が世の中を楽しくする!?                                          | [ 注 68 ] | [ * 81 ]  |
| 11月25日 水曜 | 目指せ!記憶の達人                                                   | [ 注 69 ] | [ * 82 ]  |
| 12月03日 木曜 | バーチャル大阪ツアー 完全版                                         | [ 注 70 ] | [ * 83 ]  |
| 12月07日 月曜 | ネットの情報を見極めろ ピーマン克服編                               | [ 注 71 ] | [ * 84 ]  |
| 12月08日 火曜 | てれび戦士特技向上委員会 ユウマ編                                   | [ 注 72 ] | [ * 85 ]  |
| 12月09日 水曜 | オモシロ科学実験で水の力を調査せよ!                                 | [ 注 73 ] | [ * 86 ]  |
| 12月14日 月曜 | 水族館でhello,ワーク                                                |           | [ * 87 ]  |
| 12月15日 火曜 | 水族館でhello,ワーク イルカ編                                       |           | [ * 88 ]  |
| 12月16日 水曜 | お仕事あるあるクイズ 世界あるある発見 消防士                        | [ 注 74 ] | [ * 89 ]  |
| 12月21日 月曜 | ダンススペシャル                                                    |           | [ * 90 ]  |
| 12月22日 火曜 | 天才てれびくんhello,×バリバラ スペシャルコラボ                      | [ 注 75 ] | [ * 91 ]  |
| 12月23日 水曜 | 山あいの学校で思い出作り                                            | [ 注 76 ] | [ * 92 ]  |
| 12月24日 木曜 | あこがれのバンドと共演したい                                        | [ 注 77 ] | [ * 93 ]  |
| 12月24日 木曜 | オリジナルのマンガをアニメ化                                        | [ 注 78 ] | [ * 93 ]  |
| 2021年        | タイトル                                                            | 注釈      | 出典      |
| 01月04日 月曜 | hello,ワーク 人を幸せにする仕事 〜お花屋さん1〜                     |           | [ * 94 ]  |
| 01月05日 火曜 | hello,ワーク 人を幸せにする仕事 〜お花屋さん2〜                     |           | [ * 95 ]  |
| 01月06日 水曜 | まだ間にあう 年賀状づくり                                           | [ 注 79 ] | [ * 96 ]  |
| 01月11日 月曜 | 遊びの達人に弟子入りし ねばり強い心を手に入れろ!                    | [ 注 80 ] | [ * 97 ]  |
| 01月12日 火曜 | 風船でみんなを笑顔にする!                                           | [ 注 81 ] | [ * 98 ]  |
| 01月13日 水曜 | ネットの情報を見極めろ 寒い冬を乗り切るウワサ編                     | [ 注 82 ] | [ * 99 ]  |
| 01月25日 月曜 | キャイ〜ンといっしょ! めざせ!ステキな大人SP（前編）                 | [ 注 83 ] | [ * 100 ] |
| 01月26日 火曜 | キャイ〜ンといっしょ! めざせ!ステキな大人SP（後編）                 | [ 注 84 ] | [ * 101 ] |
| 01月27日 水曜 | 絵がうまくなりたい! てれび戦士 絵心教室                             | [ 注 85 ] | [ * 102 ] |
| 02月01日 月曜 | スターの「特ダネ」をつかめ!                                         | [ 注 86 ] | [ * 103 ] |
| 02月02日 火曜 | 講談の技で伝える力をアップ!                                         | [ 注 87 ] | [ * 104 ] |
| 02月03日 水曜 | 世界あるある発見 美容師編                                           | [ 注 88 ] | [ * 105 ] |
| 02月15日 月曜 | 天てれ超学校 ベニオの球技克服編                                     | [ 注 89 ] | [ * 106 ] |
| 02月16日 火曜 | 天てれ超学校 おばけ屋敷克服!                                        | [ 注 90 ] | [ * 107 ] |
| 02月17日 水曜 | てれび戦士 見極め選手権                                             | [ 注 91 ] | [ * 108 ] |
| 02月22日 月曜 | “信頼”からはじまるサルまわし〜入門編〜                              | [ 注 92 ] | [ * 109 ] |
| 02月23日 火曜 | “信頼”からはじまるサルまわし〜実践編〜                              | [ 注 93 ] | [ * 110 ] |
| 02月24日 水曜 | 拡大版 てれび戦士のおたより紹介コーナー                             |           | [ * 111 ] |
| 03月15日 月曜 | 電空物語 最終話拡大版                                               |           | [ * 112 ] |
| 03月16日 火曜 | 天才てれびくんhello,アカデミー賞                                    | [ 注 94 ] | [ * 113 ] |
| 03月17日 水曜 | 大道芸でみんなを笑顔に イクとユラ7日間の挑戦                        | [ 注 95 ] | [ * 114 ] |

「電空物語」休止期間
- お家で何してる?
- D-1グランプリ

### 2021年度一覧
| 2021年                     | タイトル                                                              | 注釈       | 出典      |
| -------------------------- | --------------------------------------------------------------------- | ---------- | --------- |
| 04月05日 月曜              | 未来へアクション つかめ!SDGsボール（前編）                            | [ 注 96 ]  | [ * 115 ] |
| 04月06日 火曜              | 未来へアクション つかめ!SDGsボール（後編）                            | [ 注 97 ]  | [ * 116 ] |
| 04月07日 水曜              | 世界一周!動物スゴロク                                                 | [ 注 98 ]  | [ * 117 ] |
| 04月12日 月曜              | 科学の力で目指せ日本一! 〜ビーサン飛ばし選手権〜                      | [ 注 99 ]  | [ * 118 ] |
| 04月13日 火曜              | 想像力で世界を生み出せ!ショートショートに挑戦                         | [ 注 100 ] | [ * 119 ] |
| 04月14日 水曜              | 世界一周!動物スゴロク 後半戦                                          | [ 注 101 ] | [ * 120 ] |
| 04月19日 月曜              | 涙がキラリで心がスッキリ!「涙活」に挑戦!                              | [ 注 102 ] | [ * 121 ] |
| 04月20日 火曜              | 見上げてごらん!空のエンターテインメント                               | [ 注 103 ] | [ * 122 ] |
| 04月21日 水曜              | 世界あるある発見 声優編                                               | [ 注 104 ] | [ * 123 ] |
| 04月26日 月曜              | 大切な人を幸せにするロマンチストになってみた!                         | [ 注 105 ] | [ * 124 ] |
| 04月27日 火曜              | 天てれ超学校 苦手こく服 動物となかよく                                | [ 注 106 ] | [ * 125 ] |
| 04月28日 水曜              | DTMで音楽つくっちゃうYO                                               | [ 注 107 ] | [ * 126 ] |
| 05月06日 木曜              | ジブリの世界に潜入 宮崎吾朗監督とお絵かきトーーク                     | [ 注 108 ] | [ * 127 ] |
| 05月10日 月曜              | ビアポン日本代表をめざせ!                                             |            | [ * 128 ] |
| 05月11日 火曜              | 科学力でミッションをクリアせよ!（前編）                               |            | [ * 129 ] |
| 05月12日 水曜              | 法律を知って 日常生活のトラブルから身をまもれ!                        | [ 注 109 ] | [ * 130 ] |
| 05月17日 月曜              | 天てれビアポン はじめての大会へ!                                      |            | [ * 131 ] |
| 05月18日 火曜              | 科学力でミッションをクリアせよ!（後編）                               |            | [ * 132 ] |
| 05月19日 水曜              | 体をはって最新技術のスゴさを知れ!                                     | [ 注 110 ] | [ * 133 ] |
| 05月24日 月曜              | 声優に挑戦 思いよとどけ!（前編）                                      | [ 注 111 ] | [ * 134 ] |
| 05月25日 火曜              | 声優に挑戦 思いよとどけ!（後編）                                      | [ 注 112 ] | [ * 135 ] |
| 05月26日 水曜              | ジブリの世界に潜入 宮崎吾朗監督とお絵かきトーーク（再放送）           | [ 注 113 ] | [ * 136 ] |
| 06月07日 月曜              | ビアポン日本代表をめざせ!                                             |            | [ * 137 ] |
| 06月08日 火曜              | 自然のふしぎ発見! 里山生き物調査隊（前編）                            | [ 注 114 ] | [ * 138 ] |
| 06月09日 水曜              | てれび戦士 見極め選手権                                               | [ 注 115 ] | [ * 139 ] |
| 06月14日 月曜              | 天てれビアポン 3つの試練に挑戦!                                       |            | [ * 140 ] |
| 06月15日 火曜              | 自然のふしぎ発見! 里山生き物調査隊（後編）                            | [ 注 116 ] | [ * 141 ] |
| 06月16日 水曜              | かまいたち山内プレゼンツ 島根県行ってみたくなるツアー                 | [ 注 117 ] | [ * 142 ] |
| 06月21日 月曜              | QuizKnockとクイズづくりに挑戦!                                        | [ 注 118 ] | [ * 143 ] |
| 06月22日 火曜              | 天てれ超学校 苦手こく服 片づけ上手に!                                 | [ 注 119 ] | [ * 144 ] |
| 06月23日 水曜              | 世界あるある発見 パティシエ編                                         | [ 注 120 ] | [ * 145 ] |
| 06月24日 木曜              | SDGsクイズスペシャル 未来へアクション つかめ!SDGsボール               | [ 注 121 ] | [ * 146 ] |
| 07月05日 月曜              | ビアポン日本代表をめざせ!                                             |            | [ * 147 ] |
| 07月06日 火曜              | 天てれ超学校 ベニオの球技克服編（再放送）                             | [ 注 122 ] | [ * 148 ] |
| 07月07日 水曜              | せいやエンジと大喜利対決                                              | [ 注 123 ] | [ * 149 ] |
| 07月12日 月曜              | ビアポン日本代表をめざせ!                                             |            | [ * 150 ] |
| 07月13日 火曜              | ビアポン日本代表をめざせ!                                             |            | [ * 151 ] |
| 07月14日 水曜              | 世界のめずらしい道具大集合!?                                          | [ 注 124 ] | [ * 152 ] |
| 08月30日 月曜              | モテたいゲンタ,ものがたり                                             |            | [ * 153 ] |
| 08月31日 火曜              | ダンススペシャル オリジナルダンスに挑戦!                              | [ 注 125 ] | [ * 154 ] |
| 09月02日 木曜              | hello,ワークスペシャル 町の八百屋さんに弟子入り                       |            | [ * 155 ] |
| 09月06日 月曜              | ビアポン日本代表をめざせ!                                             |            | [ * 156 ] |
| 09月07日 火曜              | 山奥のポツンと一軒家にホームステイ（前編）                            | [ 注 126 ] | [ * 157 ] |
| 09月08日 水曜              | 山奥のポツンと一軒家にホームステイ（後編）                            | [ 注 127 ] | [ * 158 ] |
| 09月09日 木曜 019:15-19:40 | 天才てれびくんhello, 防災スペシャル ワクワク!天てれサバイバルキャンプ |            | [ * 159 ] |
| 09月13日 月曜              | 特別企画!!世界は青いモノにあふれてる（前編）                          | [ 注 128 ] | [ * 160 ] |
| 09月14日 火曜              | 特別企画!!世界は青いモノにあふれてる（後編）                          | [ 注 129 ] | [ * 161 ] |
| 09月15日 水曜              | 花いけバトルで心をあらわせ!                                           | [ 注 130 ] | [ * 162 ] |
| 09月16日 木曜              | てれび戦士といっしょに!サバイバルキャンプ                             |            | [ * 163 ] |
| 09月20日 月曜 009:00-09:30 | 天才てれびくんhello, スペシャル バンドでエールをとどけたい!           | [ 注 131 ] | [ * 164 ] |
| 09月27日 月曜              | 感じろ!達人スピリット ヨーヨーの達人に弟子入り                        | [ 注 132 ] | [ * 165 ] |
| 09月28日 火曜              | 大人気企画!世界一周!動物すごろく                                      | [ 注 133 ] | [ * 166 ] |
| 09月29日 水曜              | 大人気企画!世界一周!動物すごろく 後半戦                               | [ 注 134 ] | [ * 167 ] |
| 10月04日 月曜              | こどもたちを守れ!『バズる動画』で交通安全!                            | [ 注 135 ] | [ * 168 ] |
| 10月05日 火曜              | こどもたちを守れ!『バズる動画』で交通安全! 後編                       | [ 注 136 ] | [ * 169 ] |
| 10月06日 水曜              | 世界あるある発見 鉄道運転士編                                         | [ 注 137 ] | [ * 170 ] |
| 10月18日 月曜              | こども筋肉体操を作れ!                                                 | [ 注 138 ] | [ * 171 ] |
| 10月19日 火曜              | 俊足こども筋肉体操を作れ!                                             | [ 注 139 ] | [ * 172 ] |
| 10月20日 水曜              | 水田プレゼンツ バーチャル体験ツアー!                                  | [ 注 140 ] | [ * 173 ] |
| 10月25日 月曜              | 科学実験であそんじゃおう!魔術学園サイエ〜ンス                         |            | [ * 174 ] |
| 10月26日 火曜              | 科学実験であそんじゃおう!魔術学園サイエ〜ンス 後編                    |            | [ * 175 ] |
| 10月27日 水曜              | グレート・リセット大喜利!                                             | [ 注 141 ] | [ * 176 ] |
| 11月08日 月曜              | ハチミツ作りのエキスパート ミツバチすごいぜ!                          | [ 注 142 ] | [ * 177 ] |
| 11月09日 火曜              | 感じろ!達人スピリット グラスハープ ひびけ!いやしの音色!               | [ 注 143 ] | [ * 178 ] |
| 11月10日 水曜              | 目指せ!コミュ力アップ 天てれコミュニケーション王決定戦                | [ 注 144 ] | [ * 179 ] |
| 11月15日 月曜              | 天てれ漫画始動!                                                       |            | [ * 180 ] |
| 11月16日 火曜              | ことばの必殺技で自分を伝えろ！                                        | [ 注 145 ] | [ * 181 ] |
| 11月17日 水曜              | 法律を知って日常生活のトラブルから身をまもれ!                         | [ 注 146 ] | [ * 182 ] |
| 11月29日 月曜              | 天てれ漫画 第2話                                                      |            | [ * 183 ] |
| 11月30日 火曜              | 知れば知るほど魅力的!推せる!ミドリのアイドル!?                        | [ 注 147 ] | [ * 184 ] |
| 12月01日 水曜              | 音フェッショナル〜スゴ音の流儀〜                                      | [ 注 148 ] | [ * 185 ] |
| 12月06日 月曜              | 天てれ漫画 第3話                                                      |            | [ * 186 ] |
| 12月07日 火曜              | カムカム 岡田結実 てれび戦士と英会話（前編）                          | [ 注 149 ] | [ * 187 ] |
| 12月08日 水曜              | カムカム 岡田結実 てれび戦士と英会話（後編）                          | [ 注 150 ] | [ * 188 ] |
| 12月13日 月曜              | 世界中の友だちとつながろう Hello the world                            | [ 注 151 ] | [ * 189 ] |
| 12月14日 火曜              | 世界中の友だちとつながろう 後編 Hello the world パリ編                | [ 注 152 ] | [ * 190 ] |
| 12月15日 水曜              | 電空すごろく 世界のおやつ版                                           | [ 注 153 ] | [ * 191 ] |
| 12月20日 月曜              | 天てれ漫画 第4話                                                      |            | [ * 192 ] |
| 12月21日 火曜              | 天てれ漫画 第5話                                                      |            | [ * 193 ] |
| 12月22日 水曜              | 電空すごろく 世界のおやつ版 後編                                      | [ 注 154 ] | [ * 194 ] |
| 12月27日 月曜              | はじめてでもわかるッ!!岸辺露伴&ジョジョの世界                         | [ 注 155 ] | [ * 195 ] |
| 12月28日 火曜              | みやぞんエンジとおとまりキャンプ!（前編）                             | [ 注 156 ] | [ * 196 ] |
| 12月29日 水曜              | みやぞんエンジとおとまりキャンプ!（後編）                             | [ 注 157 ] | [ * 197 ] |
| 12月30日 木曜              | 天てれ漫画 最終回                                                     |            | [ * 198 ] |
| 2022年                     | タイトル                                                              | 注釈       | 出典      |
| 01月17日 月曜              | 感じろ!達人スピリット けん玉 集中力と忍耐力を身につけろ!              | [ 注 158 ] | [ * 199 ] |
| 01月18日 火曜              | 超絶スポーツで自分だけのスゴ技を決めろ!                               | [ 注 159 ] | [ * 200 ] |
| 01月19日 水曜              | 人気職業アナウンサー あるある大公開!                                  | [ 注 160 ] | [ * 201 ] |
| 01月24日 月曜              | 風雲!天てれ戦国絵巻 前編                                              | [ 注 161 ] | [ * 202 ] |
| 01月25日 火曜              | 風雲!天てれ戦国絵巻 後編                                              | [ 注 162 ] | [ * 203 ] |
| 01月26日 水曜              | インタビューで当てろ!すごい人クイズ!!                                 | [ 注 163 ] | [ * 204 ] |
| 01月31日 月曜              | 私を昭和に連れてって                                                  | [ 注 164 ] | [ * 205 ] |
| 02月01日 火曜              | 私を昭和に連れてって 後編                                             | [ 注 165 ] | [ * 206 ] |
| 02月02日 水曜              | 思っていることを伝えあう 天てれホームルーム                           | [ 注 166 ] | [ * 207 ] |
| 02月03日 木曜              | ソノマ・メイ・フウカ 三陸 魅力さがしの旅                              |            | [ * 208 ] |
| 02月07日 月曜              | 電空物語が100倍楽しめる!電空はじめて物語                              |            | [ * 209 ] |
| 02月08日 火曜              | 電空すごろく 世界のスゴイ人版!                                        | [ 注 167 ] | [ * 210 ] |
| 02月09日 水曜              | 電空すごろく 世界のスゴイ人版! 後半戦                                 | [ 注 168 ] | [ * 211 ] |
| 02月11日 金曜 009:00-09:30 | 天才てれびくんhello, スペシャル 三陸 魅力さがしの旅! 完全版           |            | [ * 212 ] |
| 02月21日 月曜              | MTK「圧倒的」メーキング                                               | [ 注 169 ] | [ * 213 ] |
| 02月22日 火曜              | 解決!こつコツ調査隊 料理をほめるコツは?                               | [ 注 170 ] | [ * 214 ] |
| 02月23日 水曜              | 科学の力でなぞをとけ!チームSSR始動                                    | [ 注 171 ] | [ * 215 ] |
| 02月28日 月曜              | 電空物語 最終話拡大版                                                 |            | [ * 216 ] |
| 03月01日 火曜              | 茶の間戦士感謝祭 セリナ＆ゲンタが挑戦!                                | [ 注 172 ] | [ * 217 ] |
| 03月02日 水曜              | 天才てれびくんhello, 第2回アカデミー賞                                | [ 注 173 ] | [ * 218 ] |

「電空物語」休止期間
- 電キャキズナ企画
- 天才ねっとくん

### 2022年度一覧
| 2022年                     | タイトル                                                                   | 注釈       | 出典      |
| -------------------------- | -------------------------------------------------------------------------- | ---------- | --------- |
| 04月04日 月曜              | てれび戦士&電キャ大図鑑                                                    | [ 注 174 ] | [ * 219 ] |
| 04月05日 火曜              | てれび戦士全員参加 スペシャル遠足                                          | [ 注 175 ] | [ * 220 ] |
| 04月06日 水曜              | てれび戦士全員参加 サバイバル遠足 後編                                     | [ 注 176 ] | [ * 221 ] |
| 04月11日 月曜              | 素顔にせまる!てれび騎士個人面談（前編）                                    | [ 注 177 ] | [ * 222 ] |
| 04月12日 火曜              | 素顔にせまる!てれび騎士個人面談（後編）                                    | [ 注 178 ] | [ * 223 ] |
| 04月13日 水曜              | みんな知ってる遊び 天てれ風アップデート!                                   | [ 注 179 ] | [ * 224 ] |
| 04月18日 月曜              | 科学の力でなぞをとけ!音で火が消えるヒミツ                                  |            | [ * 225 ] |
| 04月19日 火曜              | てれび戦士プロデュース!ショウタのみりょくをタコ紹介                        |            | [ * 226 ] |
| 04月20日 水曜              | 耳をすませば選手権 この音なんの音?                                         | [ 注 180 ] | [ * 227 ] |
| 04月25日 月曜              | 科学の力でなぞをとけ!消えるイラストのヒミツ                                |            | [ * 228 ] |
| 04月26日 火曜              | てれび戦士プロデュース!ソノマのみりょくをタコ紹介                          |            | [ * 229 ] |
| 04月27日 水曜              | 極限のプレッシャーゲーム てれび騎士たちがいどむ!                           | [ 注 181 ] | [ * 230 ] |
| 05月05日 木曜              | ピクセル大放出!リモコンゲームSP                                            |            | [ * 231 ] |
| 05月09日 月曜              | 夢をかなえる カレー&ダジャレ作戦!                                          | [ 注 182 ] | [ * 232 ] |
| 05月10日 火曜              | 夢をかなえる おつかい応援作戦!                                             | [ 注 183 ] | [ * 233 ] |
| 05月11日 水曜              | いつの間にか動物ハカセ!?世界一周動物スゴロク                               | [ 注 184 ] | [ * 234 ] |
| 05月16日 月曜              | めざせ酪農家!牧場日記スタート!                                             |            | [ * 235 ] |
| 05月17日 火曜              | 科学の力でなぞをとけ!回転の力でCDが立つヒミツ                              |            | [ * 236 ] |
| 05月18日 水曜              | いつの間にか動物ハカセ!?動物スゴロク後半戦                                 | [ 注 185 ] | [ * 237 ] |
| 05月23日 月曜              | ショウタとベニオの牧場日記 第2回                                           |            | [ * 238 ] |
| 05月24日 火曜              | 科学の力でなぞをとけ!コップがういたヒミツ                                  |            | [ * 239 ] |
| 05月25日 水曜              | 指-1グランプリ                                                             | [ 注 186 ] | [ * 240 ] |
| 05月30日 月曜              | 都会の海を大冒険 カヤックで旅しよう!                                       | [ 注 187 ] | [ * 241 ] |
| 05月31日 火曜              | 都会の海を大冒険 干潟で海の宝さがし!                                       | [ 注 188 ] | [ * 242 ] |
| 06月01日 水曜              | 目をこらせば選手権                                                         | [ 注 189 ] | [ * 243 ] |
| 06月13日 月曜              | ショウタとベニオの牧場日記 第3回                                           |            | [ * 244 ] |
| 06月14日 火曜              | てれび戦士プロデュース!レイのみりょくをタコ紹介                            |            | [ * 245 ] |
| 06月15日 水曜              | 村上ワンダーランド                                                         | [ 注 190 ] | [ * 246 ] |
| 06月20日 月曜              | ショウタとベニオの牧場日記 第4回                                           |            | [ * 247 ] |
| 06月21日 火曜              | てれび戦士プロデュース!マリアのみりょくをタコ紹介                          |            | [ * 248 ] |
| 06月22日 水曜              | 推理力でピッタリ当てろ!ピッタリ選手権                                      | [ 注 191 ] | [ * 249 ] |
| 07月04日 月曜              | ショウタとベニオの牧場日記 第5回                                           |            | [ * 250 ] |
| 07月05日 火曜              | てれび戦士がタイムスリップ!?マウナとメイの縄文くらし                       | [ 注 192 ] | [ * 251 ] |
| 07月06日 水曜              | 新たな才能発掘 モノマネで目指せ人気者!                                     | [ 注 193 ] | [ * 252 ] |
| 07月11日 月曜              | ショウタとベニオの牧場日記 最終回                                          |            | [ * 253 ] |
| 07月12日 火曜              | マウナとメイの縄文くらし（後編）                                           | [ 注 194 ] | [ * 254 ] |
| 07月13日 水曜              | グッドクエスチョンで恐竜ハカセになろう!                                    | [ 注 195 ] | [ * 255 ] |
| 09月05日 月曜              | ハッピーサプライズ ショウタと二重とびに挑戦!                               | [ 注 196 ] | [ * 256 ] |
| 09月06日 火曜              | 特産品ハッケンツアーズ! 鎌倉野菜を収穫&料理                                | [ 注 197 ] | [ * 257 ] |
| 09月07日 水曜              | 集中力・忍耐力でクリアを目指せ 指プルタイムトライアル!                     | [ 注 198 ] | [ * 258 ] |
| 09月12日 月曜              | ハッピーサプライズ メイと忍者修行!                                         | [ 注 199 ] | [ * 259 ] |
| 09月13日 火曜              | 特産品ハッケンツアーズ! 鎌倉 朝どれしらすを満きつ                          | [ 注 200 ] | [ * 260 ] |
| 09月14日 水曜              | ビシッと決めろ決断ロード!                                                  | [ 注 201 ] | [ * 261 ] |
| 09月26日 月曜              | クイズナンでもカンでも（前半）                                             | [ 注 202 ] | [ * 262 ] |
| 09月27日 火曜              | ハッピーサプライズ おつかいを応援!                                         | [ 注 203 ] | [ * 263 ] |
| 09月28日 水曜              | ふれてさわって触覚選手権                                                   | [ 注 204 ] | [ * 264 ] |
| 10月03日 月曜              | クイズナンでもカンでも（後半）                                             | [ 注 205 ] | [ * 265 ] |
| 10月04日 火曜              | ハッピーサプライズ 折り紙でわっかざり!                                     | [ 注 206 ] | [ * 266 ] |
| 10月05日 水曜              | 時代を超えて荷物をお届け!タイムスリップ宅配便                              | [ 注 207 ] | [ * 267 ] |
| 10月17日 月曜              | あそび★マイスター シャボン玉あそびを極める                                 | [ 注 208 ] | [ * 268 ] |
| 10月18日 火曜              | Special Science Research うかぶUFOのなぞをとけ!                            |            | [ * 269 ] |
| 10月19日 水曜              | 指プルタイムトライアル!完全制覇スペシャル                                  | [ 注 209 ] | [ * 270 ] |
| 10月24日 月曜              | あそび★マイスター シャボン玉ショーに挑戦!                                  | [ 注 210 ] | [ * 271 ] |
| 10月25日 火曜              | Special Science Research 科学の力でハロウィーンパーティー!                 |            | [ * 272 ] |
| 10月26日 水曜              | 和牛と新たな才能発掘 世界をクギづけ!パントマイム                           | [ 注 211 ] | [ * 273 ] |
| 10月31日 月曜              | 古墳にコーフン!レッツ墳活!!                                                | [ 注 212 ] | [ * 274 ] |
| 11月01日 火曜              | 小室哲哉×てれび戦士 MTK密着スペシャル（前編）                              | [ 注 213 ] | [ * 275 ] |
| 11月02日 水曜              | 小室哲哉×てれび戦士 MTK密着スペシャル（後編）                              | [ 注 214 ] | [ * 276 ] |
| 11月03日 木曜              | てれジャーハンター 鉱物ハント                                              |            | [ * 277 ] |
| 11月14日 月曜              | わくわく淡路島留学                                                         |            | [ * 278 ] |
| 11月15日 火曜              | あそび★マイスター めざせ!水切りの達人                                      | [ 注 215 ] | [ * 279 ] |
| 11月16日 水曜              | 決断ロード                                                                 | [ 注 216 ] | [ * 280 ] |
| 11月21日 月曜              | わくわく島留学 淡路島 後編                                                 |            | [ * 281 ] |
| 11月22日 火曜              | あそび★マイスター 水切り大会にいどむ!                                      | [ 注 217 ] | [ * 282 ] |
| 11月23日 水曜              | インタビューして何のすごい人か当てろ!                                      | [ 注 218 ] | [ * 283 ] |
| 12月05日 月曜              | 特産品ハッケンツアーズ! in 京都 “ばえる”和菓子をさがせ                     | [ 注 219 ] | [ * 284 ] |
| 12月06日 火曜              | わくわく島留学 五島列島で島留学 若者のカフェをお手伝い!                    |            | [ * 285 ] |
| 12月07日 水曜              | 決断ロード                                                                 | [ 注 220 ] | [ * 286 ] |
| 12月12日 月曜              | 特産品ハッケンツアーズ! in 京都 染める!包む!手ぬぐいワールド               | [ 注 221 ] | [ * 287 ] |
| 12月13日 火曜              | 特産品ハッケンツアーズ! かんころ・アゴ・キンナゴ 五島列島の特産品をさがせ! | [ 注 222 ] | [ * 288 ] |
| 12月14日 水曜              | 五感王決定戦                                                               | [ 注 223 ] | [ * 289 ] |
| 12月19日 月曜              | 東京スカパラダイスオーケストラ×てれび戦士 曲作り&演奏に挑戦（前編）        | [ 注 224 ] | [ * 290 ] |
| 12月20日 火曜              | 東京スカパラダイスオーケストラ×てれび戦士 曲作り&演奏に挑戦（後編）        | [ 注 225 ] | [ * 291 ] |
| 12月21日 水曜              | 指プルタイムトライアル きょう完全制覇者が!                                 | [ 注 226 ] | [ * 292 ] |
| 2023年                     | タイトル                                                                   | 注釈       | 出典      |
| 01月16日 月曜              | 天てれブレイキン 第1回                                                     |            | [ * 293 ] |
| 01月17日 火曜              | 天てれ30周年シリーズ第1弾 紙フトタッチダウン（第1回）                      |            | [ * 294 ] |
| 01月18日 水曜              | 動物王をめざせ!第4回動物スゴロク                                           | [ 注 227 ] | [ * 295 ] |
| 01月23日 月曜              | 天てれブレイキン 第2回                                                     |            | [ * 296 ] |
| 01月24日 火曜              | 天てれ30周年シリーズ第1弾 紙フトタッチダウン（第2回）                      |            | [ * 297 ] |
| 01月25日 水曜              | 動物王をめざせ!第4回動物スゴロク 後半戦                                    | [ 注 228 ] | [ * 298 ] |
| 01月26日 木曜              | スカパラ×てれび戦士 新曲作りに密着                                         | [ 注 229 ] | [ * 299 ] |
| 01月30日 月曜              | 天てれブレイキン 第3回                                                     |            | [ * 300 ] |
| 01月31日 火曜              | 天てれ30周年シリーズ第1弾 紙フトタッチダウン（第3回）                      |            | [ * 301 ] |
| 02月01日 水曜              | 全国鬼サミット                                                             | [ 注 230 ] | [ * 302 ] |
| 02月06日 月曜              | 天てれブレイキン 第4回                                                     |            | [ * 303 ] |
| 02月07日 火曜              | 天てれ30周年シリーズ第1弾 紙フトタッチダウン（最終回）                     |            | [ * 304 ] |
| 02月08日 水曜              | ビシッと決めろ決断ロード!                                                  | [ 注 231 ] | [ * 305 ] |
| 02月20日 月曜              | 放送30周年スペシャル 時空鬼 DAY1                                           | [ 注 232 ] | [ * 306 ] |
| 02月21日 火曜              | 放送30周年スペシャル 時空鬼 DAY2                                           | [ 注 233 ] | [ * 307 ] |
| 02月22日 水曜              | 放送30周年スペシャル 時空鬼 DAY3                                           | [ 注 234 ] | [ * 308 ] |
| 02月23日 木曜              | 放送30周年スペシャル 時空鬼 DAY4                                           | [ 注 235 ] | [ * 309 ] |
| 02月27日 月曜              | 電空物語 第28話拡大版                                                      |            | [ * 310 ] |
| 02月28日 火曜              | てれび戦士プロデュース!ミオのみりょくをタコ紹介                            |            | [ * 311 ] |
| 02月28日 火曜              | てれび戦士プロデュース!ハルトのみりょくをタコ紹介                          |            | [ * 311 ] |
| 03月01日 水曜              | オリジナルカードバトル スージー                                            | [ 注 236 ] | [ * 312 ] |
| 03月06日 月曜              | 天てれブレイキン 最終回                                                    |            | [ * 313 ] |
| 03月06日 月曜 019:00-19:30 | 天才てれびくんhello, 特別編 天てれブレイキン ROAD TO 全日本                |            | [ * 314 ] |
| 03月07日 火曜              | 第3回天才てれびくんhello,アカデミー賞 前編                                 | [ 注 237 ] | [ * 315 ] |
| 03月08日 水曜              | 第3回天才てれびくんhello,アカデミー賞 後編                                 | [ 注 238 ] | [ * 316 ] |
| 03月08日 水曜              | おびひろ氷まつりをもり上げよう!                                            |            | [ * 316 ] |

アバンタイトル（火曜日・水曜日）
- 電書バト

火曜日 前半
- 電キャ絆バトル
- 電キャ絆チャレンジ
- ピンクモンスターギュナイを救え!
- 天才ねっとくん

## 電空リサーチ
『hello,』月曜 - 水曜の中盤（2021年1月は「電空物語」と入れ替わる形で冒頭）に放送されるメイン企画。再放送週は1日に2本立てになる「一気見」もある。
2020年度は「電空を元に戻す経験データを集めるコーナー」とストーリーとの関連性を保っていたが、2021年度はオープニングナレーションが「てれび戦士が未知なる世界へダーイブ!」に変更、ストーリーとの関連がなくなり、電空リサーチを冠した企画本数も減った。2022年度は電空リサーチを冠した企画を放送していない。
タイトル部分はパソコンかスマートフォンのデスクトップ画面とアイコンをイメージしており、最後にあどミンが経験データを食べて終了する（ただし一部のゲームルーム回を除く）。「Let'sミッション」や「YOU」と異なり、ストーリーパートとは別個の独立したコーナーである。

## てんカケ
『天才てれびくんhello,』と様々な番組をかけ合わせて「子どもたちが新しい世界と出会う」きっかけを作り、SDGs（持続可能な開発目標）への関心を高めていくシリーズ企画。未来へ 17アクションの一環として位置づけられている。

## エンディングコーナー

### 2020年度 - 2021年度
やるぞんカプセル
月曜、水曜のエンディングに放送されるミニコーナー。みやぞんがガチャガチャを回し、カプセルの中に入っている紙に書かれた「ひらめきのもと」に挑む。回によってはてれび戦士と共に挑むこともある。(2021年度からはてれび戦士固定)
やるぞん宅配便
「やるぞんカプセル」のリモート版。「ひらめきのもと」が段ボールの中に入っていて、それがみやぞんの自宅に届く体裁になっている。
みやぞんくじ
火曜のエンディングに放送されるミニコーナー。リモコンの4色ボタンでくじを引く。登場するお題は「豆知識」「明日の目標」「なぞなぞ」（最初に問題が出題され、くじの結果はそれぞれ異なるヒントになっている）「おもしろ駅名」など。みやぞんもくじを選択し、それをあらぽんへの電話という体裁で公表する。

### 2020年度一覧
放送尺50秒。
| 日付月曜        | 月曜日                                             | 火曜日             | 水曜日                                         |
| --------------- | -------------------------------------------------- | ------------------ | ---------------------------------------------- |
| 2020年 04月06日 | ※放送なし                                          | ※放送なし          | パンツロック                                   |
| 04月13日        | 仲直り一発ギャグ                                   | 豆知識くじ         | 高速変顔腹筋                                   |
| 04月20日        | アルマジロ俳句                                     | あしたの目標くじ   | 今までにないトイレ                             |
| 04月27日        | ギャグ天気予報                                     | トレーニングくじ   | 歴史ものまね                                   |
| 05月04日        | あるあるエクササイズ                               | 早口言葉くじ       | ナンセンス大声                                 |
| 05月25日        | 鬼ごっこの新ルール                                 | 豆知識くじ         | 20秒ピッタリ話                                 |
| 06月01日        | 元気が出るソング                                   | あしたの目標くじ   | イングリッシュ昔話「浦島太郎」                 |
| 06月08日        | フラッシュつっこみ                                 | 謎解きくじ         | 文房具なぞかけ                                 |
| 06月15日        | ラグビーボールの新しい使い方                       | 早口言葉くじ       | ※放送なし                                      |
| 07月06日        | 変顔じゃんけん                                     | ※放送なし          | 一発ギャグしりとり                             |
| 07月13日        | イングリッシュ昔話「かぐやひめ」                   | 豆知識くじ         | 自分のCMソング                                 |
| 08月31日        | オナラごまかしソング                               | あしたの目標くじ   | 語ってスクワット「大好きなもの」               |
| 09月07日        | スーパーイメージトレーニング「宇宙人と仲よくなる」 | 豆知識くじ         | 全く新しいタイプのゆうれい                     |
| 09月14日        | 初恋一発ギャグ                                     | 早口言葉くじ       | このあと何するソング                           |
| 09月21日        | ちょい足し名言「ローマは一日にして成らず」         | 謎解きくじ         | 大声反省文                                     |
| 10月05日        | 思い出エピソードソング                             | あしたの目標くじ   | スーパーイメージトレーニング「縄文人と草野球」 |
| 10月12日        | ナンデモ応援団「歩道橋」                           | 豆知識くじ         | 架空人物ものまね「オモシロ校長先生」           |
| 10月19日        | 見たことがないものしりとり                         | 世界のことばくじ   | トライアスロンにもう1つたすなら?               |
| 10月26日        | マネしたくなる動き                                 | 謎解きくじ         | 元気が出る「たちつてと」                       |
| 11月09日        | 10秒似顔絵 冨士原生                                | 早口言葉くじ       | 算数一発ギャグ                                 |
| 11月16日        | 織田信長が言いそうにないこと                       | 豆知識くじ         | 辞書ミュージカル「スライダー」                 |
| 11月23日        | 変顔じゃんけん 佐々木ゆら                          | オモシロ駅名くじ   | ナンデモ応援団「茨城県」                       |
| 12月07日        | 元気が出る「かきくけこ」 佐々木ゆら                | 謎解きくじ         | うで立てモノマネふせ                           |
| 12月14日        | 人生相談ビクス「どうすればおもしろい人になれる?」  | びっくり方言くじ   | 新しいバースデーソング                         |
| 2021年 01月04日 | ステキなウソ                                       | あしたの目標くじ   | ことわざジェスチャー                           |
| 01月11日        | 乗り物一発ギャグ                                   | 豆知識くじ         | ちょっとうれしいソング                         |
| 01月25日        | 元気が出る「ぱぴぷぺぽ」                           | ほめほめセリフくじ | ちょいたしお絵かき                             |
| 02月01日        | ※放送なし                                          | 謎解きくじ         | 10秒お絵かき                                   |

チコちゃんが突然のリサーチ（2021年2月17日 水曜）
チコてれび戦士に聞いてみた〜いのコーナー（2021年2月22日 - 2月24日）
てんカケ『チコちゃんに叱られる!』
| 2021年  | てれび戦士   | お題                                  | 秒数 |
| ------- | ------------ | ------------------------------------- | ---- |
| 2月17日 | ギュナイ滝美 | ビスケットとクッキーは何がちがうの?   | 70秒 |
| 2月22日 | 筧礼         | なんでコアラは木にだきついてるの?     | 65秒 |
| 2月23日 | 大谷紅緒     | たこあげはなんで「たこ」なの?         | 65秒 |
| 2月24日 | 松尾そのま   | 「あす」と「あした」って何がちがうの? | 65秒 |

### 2021年度一覧
放送尺60秒。
| 日付月曜        | 月曜日                                                                      | 火曜日                                                                      | 水曜日                                                                      |
| --------------- | --------------------------------------------------------------------------- | --------------------------------------------------------------------------- | --------------------------------------------------------------------------- |
| 2021年 04月05日 | しりとりジェスチャー マウスソニア                                           | 早口言葉くじ                                                                | 古今東西「も」で始まる食べもの 溝口元太                                     |
| 04月12日        | お悩み解決ソング 梅田芹奈                                                   | あしたの目標くじ                                                            | 10秒お絵かき対決「ライオン」 筧礼                                           |
| 04月19日        | ぴったりテレパシー「休憩時間にする遊び」 梅田芹奈                           | イングリッシュ昔話「つるの恩返し」 溝口元太                                 | イングリッシュ昔話「つるの恩返し」 溝口元太                                 |
| 04月19日        | ぴったりテレパシー「休憩時間にする遊び」 梅田芹奈                           | 前編                                                                        | 後編                                                                        |
| 04月26日        | てんカケ『ダーウィンが来た!』 てれび戦士（みやぞん）VSヒゲじい ダジャレ対決 | てんカケ『ダーウィンが来た!』 てれび戦士（みやぞん）VSヒゲじい ダジャレ対決 | てんカケ『ダーウィンが来た!』 てれび戦士（みやぞん）VSヒゲじい ダジャレ対決 |
| 04月26日        | 坂上悠真「イルカ」                                                          | みやぞん「アシカ」                                                          | 阿比留照太「ハイエナ」                                                      |
| 05月10日        | こんな祝日あったらいいな 筧礼                                               | 世界のことわざくじ                                                          | なんでもベストワン「白いご飯にあう食べ物」 マウスソニア                     |
| 05月17日        | 元気が出る「まみむめも」 布施麻理亜                                         | 謎解きくじ                                                                  | お悩み解決ソング 松尾そのま                                                 |
| 05月24日        | ※放送なし                                                                   | ※放送なし                                                                   | スーパー古今東西「み」で始まる生き物 阿比留照太                             |
| 06月07日        | ほめほめキャッチボール 松尾そのま                                           | あしたの目標くじ                                                            | 学校あるあるソング 布施麻理亜                                               |
| 06月14日        | ぴったりテレパシー「幸せを感じる瞬間」 溝口元太                             | 謎解きくじ                                                                  | 10秒お絵かき対決「ナマケモノ」 稲毛眞生                                     |
| 06月21日        | ちょっぴり自慢ソング 稲毛眞生                                               | ショウタの ときめきプチ情報くじ                                             | どんどん大きいしりとり 梅田芹奈                                             |
| 07月05日        | 今までにないアイドル 溝口元太                                               | ※放送なし                                                                   | スピードひらめき対決「天」のつく言葉10個 梅田芹奈                           |
| 07月12日        | お悩み解決ソング 香月萌衣                                                   | 早口言葉くじ                                                                | なんでもベストワン「最強の偉人」 香月萌衣                                   |
| 09月13日        | スピードひらめき対決「色が入っている言葉」 稲毛眞生                         | 早口言葉くじ                                                                | スーパーみやぞんリラックス 松尾そのま                                       |
| 09月27日        | 昔の自分にメッセージソング 筧礼                                             | 謎解きくじ                                                                  | どんどん強いぞしりとり マウスソニア                                         |
| 10月04日        | ※放送なし                                                                   | ※放送なし                                                                   | 学校あるある川柳 筧礼                                                       |
| 10月11日        | 2021年10月14日（木曜） クイズ!なんの歌? 松尾そのま                          | 2021年10月14日（木曜） クイズ!なんの歌? 松尾そのま                          | 2021年10月14日（木曜） クイズ!なんの歌? 松尾そのま                          |
| 10月18日        | どんどん長いぞしりとり 大谷紅緒                                             | 豆知識くじ                                                                  | 歌ってマイブーム ギュナイ滝美                                               |
| 10月25日        | ことわざジェスチャー 香月萌衣                                               | あしたの目標くじ                                                            | ぴったりテレパシー「童謡といえば」 勅使河原空                               |
| 11月08日        | ギリギリ大喜利「ギリギリ飼ってみたいペットは?」 香月萌衣                    | 謎解きくじ                                                                  | 伝えてイングリッシュ ギュナイ滝美                                           |
| 11月15日        | てんカケ『ひろがれ!いろとりどり』                                           | てんカケ『ひろがれ!いろとりどり』                                           | てんカケ『ひろがれ!いろとりどり』                                           |
| 11月15日        | SDGsかるた「う」                                                            | SDGsかるた「た」                                                            | SDGsのうた                                                                  |
| 11月29日        | てれび戦士の心構え 伊倉愛美、千葉一磨、ギュナイ滝美、勅使河原空             | 早口言葉くじ                                                                | お悩み解決ソング 勅使河原空                                                 |
| 12月06日        | ことわざジェスチャー 布施麻理亜                                             | 豆知識くじ                                                                  | かばんに入ってるものソング 坂上悠真                                         |
| 12月13日        | ギリギリ大喜利「ギリギリできそうな日本一周」 ギュナイ滝美                   | ※放送なし                                                                   | お悩み解決ソング 布施麻理亜                                                 |
| 12月20日        | 動きにらめっこ 坂上悠真                                                     | 豆知識くじ                                                                  | 元気が出る「なにぬねの」 マウスソニア                                       |
| 2022年 01月17日 | 今欲しいものソング ギュナイ滝美                                             | 早口言葉くじ                                                                | 誕生日の語呂合わせを考えよう! 坂上悠真                                      |
| 01月24日        | ※放送なし                                                                   | 世界のことわざくじ                                                          | どんどんはやいぞしりとり ギュナイ滝美                                       |
| 01月31日        | お悩み解決ソング 坂上悠真                                                   | 謎解きくじ                                                                  | 反対ことば大喜利「冷やし中華はじめました」 大谷紅緒                         |
| 02月07日        | 元気が出る「らりるれろ」 筧礼                                               | 豆知識くじ                                                                  | かっこつけ川柳 勅使河原空                                                   |
| 02月21日        | ※放送なし                                                                   | 早口言葉くじ 阿比留照太、ギュナイ滝美                                       | だれかにありがとうソング ギュナイ滝美                                       |
| 03月07日        | 豆知識くじ                                                                  | きょうの漢字 大谷紅緒                                                       | あしたの目標くじ                                                            |

### 2022年度
- てれび戦士のおたよりコーナー
- センパイからのアドバイス
- 天てれ通信
- MTK ミュージックてれびくん

## おたよりコーナー

### 2020年度前期
| 放送日   | 回答者                 |
| -------- | ---------------------- |
| 05月18日 | 佐々木ゆら             |
| 05月19日 | 坂上悠真               |
| 05月20日 | ギュナイ滝美           |
| 06月25日 | チャンカワイ、みやぞん |
| 08月24日 | 稲毛眞生、筧礼         |
| 08月25日 | 梅田芹奈、大谷紅緒     |
| 08月26日 | 冨士原生、谷川理音     |

### てれび戦士のおたより紹介コーナー
2020年度後期。データ放送のページと番組あてに送ってくれたおたよりを紹介。
| 放送日          | てれび戦士              | To       | おたより                                                          |
| --------------- | ----------------------- | -------- | ----------------------------------------------------------------- |
| 2020年 10月01日 | 坂上悠真 ギュナイ滝美   | ギュナイ | 習っている習い事は何ですか? わたしはピアノと書道です。            |
| 2020年 10月01日 | 坂上悠真 ギュナイ滝美   | ギュナイ | あさっての天気は?                                                 |
| 2020年 10月01日 | 坂上悠真 ギュナイ滝美   | ユウマ   | だいすきてれびではじめてみたときすきになりました。                |
| 2020年 10月01日 | 坂上悠真 ギュナイ滝美   | ユウマ   | ユウマの電キャを描いてくれた                                      |
| 2021年 02月16日 | 佐々木ゆら マウスソニア | ソニア   | ホワット アニマル ドゥ ユウ ライク?（What animal do you like?）   |
| 2021年 02月16日 | 佐々木ゆら マウスソニア | ユラ     | ユラちゃんっていう名前にはどんな願いがこめられているの?           |
| 2021年 02月16日 | 佐々木ゆら マウスソニア | ユラ     | どうしてもきらいな人がいます どうしたら克服できますか?            |
| 2021年 02月16日 | 佐々木ゆら マウスソニア | ソニア   | ああ 最近おこられるの おこられない魔法ってない?                   |
| 02月17日        | 冨士原生 松尾そのま     | ソノマ   | いまがんばっていることはなあに? お返事待ってまーす!               |
| 02月17日        | 冨士原生 松尾そのま     | イク     | イクの背は何センチ? 私は142.5センチだよ                           |
| 02月17日        | 冨士原生 松尾そのま     | ソノマ   | ソノマさんは初めててれびに出たとき緊張した?                       |
| 02月17日        | 冨士原生 松尾そのま     | イク     | ぼくはいま小学4年生で少し勉強が難しいので応援メッセージをください |
| 02月17日        | 冨士原生 松尾そのま     | ソノマ   | 特技を表情で教えて!（眼力で）                                     |
| 02月24日        | 佐々木ゆら 溝口元太     | ゲンタ   | ハロー!ゲンタくんは学校の何の時間が好き? 私は昼休み!楽しいよ〜    |
| 02月24日        | 佐々木ゆら 溝口元太     | ユラ     | いつも天才てれびくんみてます ユラさんは何にハマってますか?        |
| 02月24日        | 佐々木ゆら 溝口元太     | ゲンタ   | いつも見てます大好きです ゲンタさんは発明は得意ですか?            |
| 02月24日        | 佐々木ゆら 溝口元太     | ユラ     | ユラちゃんはみやぞんエンジが好きですか?                           |
| 02月24日        | 佐々木ゆら 溝口元太     | ゲンタ   | 寒いのと暑いのどっちが好き?私は暑いほうが好きかな                 |
| 02月24日        | 佐々木ゆら 溝口元太     | ユラ     | なんでそんなにゆらゆらしているんですか?                           |

### ソニアのおたより紹介コーナー
2021年度。
- 司会：マウスソニア

| 放送日          | ゲスト     |
| --------------- | ---------- |
| 2021年 06月03日 | 大谷紅緒   |
| 2021年 06月03日 | 筧礼       |
| 06月09日        | 香月萌衣   |
| 07月20日        | 勅使河原空 |
| 08月31日        | 梅田芹奈   |
| 10月14日        | 阿比留照太 |
| 11月24日        | 稲毛眞生   |

### てれび戦士のおたよりコーナー
2022年度。
| 放送日          | てれび戦士                             | テーマ                                                   |
| --------------- | -------------------------------------- | -------------------------------------------------------- |
| 2022年 04月06日 | 松尾そのま、筧礼、大谷紅緒             | レイの将来の夢は? 3人の夢は?                             |
| 04月11日        | 稲毛眞生、香月萌衣、阿比留照太         | マウナ好きな昆虫は何?                                    |
| 04月13日        | 阿比留照太、稲毛眞生、勅使河原空       | みんなの好きなきょうりゅうは?                            |
| 04月20日        | 稲毛眞生、香月萌衣、阿比留照太         | おりがみのコツ教えて!                                    |
| 04月25日        | 筧礼、大谷紅緒、香月萌衣               | 鳴かないホトトギスがいたらどうする?                      |
| 04月26日        | 阿比留照太、稲毛眞生、勅使河原空       | ソラはねぼうする?                                        |
| 04月27日        | 松尾そのま、筧礼、大谷紅緒             | ベニオは何の楽器が好き?                                  |
| 05月09日        | ギュナイ滝美 / みやぞん                | 楽しく勉強するには?                                      |
| 05月10日        | 大谷紅緒 / みやぞん                    | どうすればポジティブになれるの?                          |
| 05月11日        | 稲毛眞生 / みやぞん                    | 友だちに言いたいことを伝えるには?                        |
| 05月17日        | 筧礼、大谷紅緒、香月萌衣               | 歴史や武将を好きになったきっかけ                         |
| 05月18日        | 松尾そのま、筧礼、大谷紅緒             | ソノマが朝 最初に考えることは?                           |
| 05月24日        | 坂上悠真、阿比留照太、稲毛眞生         | ユウマのダジャレはおもしろい?                            |
| 05月25日        | 筧礼、大谷紅緒、香月萌衣               | ベニオがきょう 頑張りたいことは? どんなあいさつが好き?   |
| 06月01日        | 筧礼、大谷紅緒、香月萌衣               | レイは理科が好き                                         |
| 06月21日        | 稲毛眞生、香月萌衣、阿比留照太         | メイの好きな食べ物は?                                    |
| 06月22日        | 松尾そのま、筧礼、大谷紅緒             | 1日体験したい職場は?                                     |
| 06月22日        | 布施麻理亜、坂上悠真、ギュナイ滝美     | 今 ハマっていることは?（マリア）                         |
| 07月06日        | 阿比留照太、稲毛眞生、勅使河原空       | ソラがダンスを好きな理由                                 |
| 09月12日        | 坂上悠真、阿比留照太、稲毛眞生         | 宿題が多すぎなの どうしよう? 宿題をおもしろくする方法は? |
| 09月14日        | 布施麻理亜、坂上悠真、ギュナイ滝美     | ギュナイの好きな食べ物は?                                |
| 09月28日        | 稲毛眞生、ギュナイ滝美、坂上悠真       | ユウマが大事にしているもの                               |
| 10月05日        | マウスソニア、筧礼、布施麻理亜         | ゆうれいっていると思う?                                  |
| 10月17日        | 稲毛眞生、ギュナイ滝美、坂上悠真       | かみのお手入れどうしてる?                                |
| 10月24日        | マウスソニア、筧礼、布施麻理亜         | ギャグいってもいい?ふとんがふっとんだー                  |
| 10月25日        | 布施麻理亜、坂上悠真、ギュナイ滝美     | 毎日デカ盛りのアイスを食べたい                           |
| 10月26日        | マウスソニア、筧礼、布施麻理亜         | ソニアへ 今いちばんしたいことは何?                       |
| 11月15日        | 布施麻理亜、ギュナイ滝美、マウスソニア | ソニアへ 体験したい昔話は何?ぼくはツルの恩返しだよ       |
| 11月16日        | 布施麻理亜、ギュナイ滝美、マウスソニア | ギュナイはなぜ明るいの?                                  |

## てれび戦士力検査

### 概要
『天才てれびくんhello,』最初の挑戦企画。

### 放送日程
| 放送日             | 内容                                 |
| ------------------ | ------------------------------------ |
| 2020年4月06日 月曜 | 本放送 前編                          |
| 2020年4月07日 火曜 | 本放送 後編                          |
| 2020年4月09日 木曜 | 完全版                               |
| 2020年6月11日 木曜 | 完全版 どこが追加された?答えあわせ編 |

### 出演者
- みやぞん
- チャンカワイ

| てれび戦士   | 愛称     | 紹介文                   |
| ------------ | -------- | ------------------------ |
| 筧礼         | レイ     | マイペースがすぎる       |
| 阿比留照太   | ショウタ | 神戸出身さわやか育ち     |
| 佐々木ゆら   | ユラ     | 全身全霊の表現者         |
| マウスソニア | ソニア   | 世界基準のバイリンガール |
| 大谷紅緒     | ベニオ   | しゅみ読書 伝記が大好き  |
| 稲毛眞生     | マウナ   | ほほえみの貴公子         |
| ギュナイ滝美 | ギュナイ | 暴走ガール               |
| 谷川理音     | リオン   | ちっちゃいおっさん       |
| 溝口元太     | ゲンタ   | フリーダムアーティスト   |
| 梅田芹奈     | セリナ   | 全力ねえさん             |
| 坂上悠真     | ユウマ   | だじゃれソルジャー       |
| 冨士原生     | イク     | キャラ迷走中系イケメン   |

### 第1検査 特技
特技を使って「お題」をみやぞんに伝える。
| てれび戦士   | お題                                                     |
| ------------ | -------------------------------------------------------- |
| 筧礼         | オカリナで伝える「ニワトリの卵目玉焼き」                 |
| 阿比留照太   | おりがみと腹話術で伝える「令和」                         |
| 佐々木ゆら   | コンテンポラリーダンスで伝える「生命の誕生」             |
| マウスソニア | 英語で伝える「バーガーショップでコーラがないとおこる客」 |
| 大谷紅緒     | 名前を言わずに伝える「野口英世」                         |
| 稲毛眞生     | 笑顔で伝える「おならをした人のてれ笑い」                 |

### 第2検査 お笑い力
学校にあるアイテムを使ってみやぞんを笑わせる。
| てれび戦士   | アイテム           | お笑いネタ                     | 結果       |
| ------------ | ------------------ | ------------------------------ | ---------- |
| ギュナイ滝美 | ギロ、ギター       | みやぞんのモノマネ?            | 1 小笑い   |
| 谷川理音     | 人体内臓模型       | コンビまんざい                 | 3 大笑い   |
| 溝口元太     | スケッチブック     | ぼくのモジャモジャあるある     | 4 大大笑い |
| 梅田芹奈     | 人体骨格模型       | がいこつ胸キュンショートコント | 3 大笑い   |
| 坂上悠真     | 枕、チョーク、銅像 | ダジャレ3連発                  | 0 苦笑い   |
| 冨士原生     | メトロノーム       | メトロノームに合わせてダンス   | 2 中笑い   |

### 第3検査 体力&バラエティー力
「ぐるぐる超近代四種」ぐるぐるバットを10回やってから各種目に挑み、バトン代わりのバットを次の走者へつなぐ。
| 種目                   | 赤チーム     | 青チーム     | 緑チーム   |
| ---------------------- | ------------ | ------------ | ---------- |
| ボールドリブル         | 谷川理音     | 坂上悠真     | 阿比留照太 |
| マシュマロ探し         | 梅田芹奈     | 稲毛眞生     | 筧礼       |
| ラグビーボールキャッチ | ギュナイ滝美 | 冨士原生     | 佐々木ゆら |
| フラフープ             | 大谷紅緒     | マウスソニア | 溝口元太   |
| 最終結果               | 2位          | 3位          | 1位        |

### 第4検査 団結力
「大なわとび86回」練習時間15分、チャンスは3回。
- メンバー
  - 回し手：みやぞん、冨士原生
  - 挑戦離脱：ギュナイ滝美
  - ジャンパー：てれび戦士10人
- 結果
  - 1回目：09回
  - 2回目：38回
  - 3回目：34回

### みやぞんが作るてれび戦士の歌
曲名「ひとつになろうよハロー」

### みやぞんと個人面談
| てれび戦士   | 問答 | 放送        |
| ------------ | --- | ----------- |
| マウスソニア | Q.きょうは何時に起きたんですか? I woke up at five thirty today. 5時半です Q.好きな食べ物は何ですか? My favorite food is potato fries. フライドポテトが好きです | 前編 完全版 |
| 坂上悠真     | Q.特技は何かありますか? だじゃれ | 前編 完全版 |
| 冨士原生     | Q.どんな てれび戦士になりたいですか? たまには自分の意見もしっかり言えるようになりたい                                                                          | 後編 完全版 |
| ギュナイ滝美 | Q.こんなふうな てれび戦士になりたいってある? 落ち着きたい | 後編        |
| 稲毛眞生     | Q.得意なことは何ですか? テニス | 完全版      |
| 溝口元太     | Q.絵 得意なの? 知らないおじさんの顔とかかきます | 完全版      |
| 佐々木ゆら   | Q.特技は何ですか? 「武田鉄矢さんのマネをするりんごちゃん」のモノマネ                                                                                           | 完全版      |
| 谷川理音     | Q.特技は何ですか? 歌です 洋楽がいちばん歌える | 完全版      |
| 阿比留照太   | Q.なぜ てれび戦士になった? つりが好きだからそういう挑戦もしてみたいと思って Q.何の魚が好き? キスがよくつれて                                                   | 完全版      |
| 梅田芹奈     | Q.趣味は何ですか? 阿波踊り ハマってるのが給食 | 完全版      |
| 筧礼         | Q.将来の夢は? 女優さんです Q.みやぞんに質問ある? イッテQずっと見てる いちばん大変だったことは? みやぞん「牛をとびこえたときがあるよ」                          | 完全版      |
| 大谷紅緒     | Q.特技は何ですか? 偉人のことを熱く伝えること Q.どんな偉人が好き? エジソン                                                                                      | 完全版      |
| ギュナイ滝美 | Q.特技は何ですか? カエル倒立 | 完全版      |

2020年11月16日に「みやぞんと個人面談 ソノマ編」を放送。

## お家で何してる?
2020年度。月曜 - 水曜のドラマ休止に伴う代替企画。
家の中にいても思いっきり楽しめる、てれび戦士がとっておきの「おうち遊び」を、みやぞんと視聴者に教えるコーナー。
| 放送日         | てれび戦士   | 内容                                                      |
| -------------- | ------------ | --------------------------------------------------------- |
| 2020年 4月27日 | ギュナイ滝美 | ギュナイクッキング                                        |
| 2020年 4月27日 | 坂上悠真     | ユウマとダジャレバトル                                    |
| 4月28日        | 佐々木ゆら   | ユラのタップダンスクイズ                                  |
| 4月28日        | 溝口元太     | ゲンタとお絵かき                                          |
| 4月29日        | マウスソニア | ソニアの即興ダンス                                        |
| 4月29日        | 阿比留照太   | ショウタと絵しりとり                                      |
| 5月04日        | 稲毛眞生     | マウナの自撮りレッスン                                    |
| 5月04日        | 筧礼         | レイとギター作り                                          |
| 5月05日        | 谷川理音     | リオンの偉人ソング                                        |
| 5月05日        | 梅田芹奈     | セリナ・マリンとババぬき                                  |
| 5月06日        | 大谷紅緒     | ベニオのそろばん                                          |
| 5月06日        | 冨士原生     | イクのファッションショー                                  |
| 5月07日        | ギュナイ滝美 | ギュナイクッキング完全版                                  |
| 5月14日        | マウスソニア | ソニアのたからもの                                        |
| 5月14日        | 坂上悠真     | ユウマ師匠のダジャレノート                                |
| 5月14日        | 佐々木ゆら   | ユラのたからもの                                          |
| 5月14日        | 坂上悠真     | ユウマ師匠のダジャレノート                                |
| 5月14日        | 溝口元太     | ゲンタのたからもの                                        |
| 5月14日        | 阿比留照太   | ショウタの遊び完全版                                      |
| 5月21日        | 筧礼         | レイからクイズ「コレ何の曲?」                             |
| 5月21日        | 梅田芹奈     | セリナからクイズ「どっちがセリナ?」                       |
| 5月21日        | 谷川理音     | クイズ みやぞんの好きな偉人は?                            |
| 5月21日        | 冨士原生     | イクのこだわりコーディネート イクのファッションアドバイス |
| 5月21日        | 大谷紅緒     | ベニオのこだわりそろばんテク                              |
| 5月21日        | 稲毛眞生     | マウナのこだわり自撮りレッスン                            |

## D-1グランプリ

### 概要
2020年6月15日-17日及び22日-25日に行われた特別企画。てれび戦士達が自慢の電キャを使い誰が最強の電キャを競うトーナメントを行う。ゲームは基本的に以下の2ゲーム（第1ゲームはすべて下記の「リモート紙相撲」で統一され、第2ゲームは大喜利やクイズ要素で行われる）を行い、茶の間戦士達はどちらの電キャが勝ったか予想する。
なお、新型コロナウイルスの影響によってすべてリモートで行い、進行役もみやぞんではなくエンジのカミナリが行う。

### 予選
リモート紙相撲
最初に行うゲーム。スマートホンで声を出すと振動するスピーカーを使いてれび戦士の電キャを使い紙相撲を行う。茶の間戦士達は各テレビ戦士の電キャあるいは同時に倒れて引き分け（リモコンを押さない）を予想する。
放送日程
1. 2020年6月15日 ユウマvsユラ
2. 2020年6月16日 ゲンタvsイク
3. 2020年6月17日 ベニオvsギュナイ
4. 2020年6月22日 ソニアvsセリナ
5. 2020年6月23日 リオンvsショウタ
6. 2020年6月24日 マウナvsレイ

### 準決勝・決勝
2020年6月25日（木曜）放送。
準決勝「オレの!ワタシの!電キャを救え!」
電キャ紙相撲力士がワニの口の中に。ワニの歯10本、ハズレは1本、最後まで噛まれなかった2体が勝ち。
- 準決勝敗退：イク、ギュナイ、セリナ、マウナ

決勝「激突!電キャファイター!」
- 決勝進出者：ユウマ、リオン

| ゲーム                          | 勝者   |
| ------------------------------- | ------ |
| えんぴつ5本 相手より早く並べろ! | リオン |
| モノの名前を素早く逆さに読め!   | ユウマ |
| リモート デンリキじゃんけん     | リオン |
- 優勝：リオン（谷川理音）

電キャ人気投票
1位 ユウマ 31,679票
2位 ソニア 22,682票
3位 マウナ 20,979票

## みやぞんと個人面談 ソノマ編
概要
「みやぞんと個人面談」松尾そのま編。
放送尺は3分30秒。2020年11月16日の「ピクセル採掘場」は休止。
放送日
- 本放送：2020年11月16日 月曜
- 再放送：2020年12月30日 水曜

内容
- あやとりは得意ですか?
あやとりで「スカイツリー」
- 特技は何ですか?
ゴルフです
- 学校の授業は何が好きですか?
そろばんが得意 暗算3級 そろばん4級
- 趣味は何ですか?
絵をかくこと
- みやぞんが作るてれび戦士の歌
曲名「ソノマさん」

## hello,ワーク
『天才てれびくんhello,』前期におけるてれび戦士の職業体験コーナー。コーナータイトルは『天才てれびくんhello,』の番組ロゴに「ワーク」を組み合わせたものを表示、ナレーションでは「天てれhello,ワーク」と呼称。
『天才てれびくんhello,』後期は長期企画として「天てれ漫画」「ショウタとベニオの牧場日記」を放送。

### パン屋さん
- 前編
  - 放送日：2020年04月20日 月曜 [* 11]
  - 電空リサーチ：パン屋さん大せん入!
  - 本編画面右上：人気の仕事パン屋さん 知られざる世界にせん入!
- 後編
  - 放送日：2020年04月27日 月曜 [* 14]
  - 電空リサーチ：パン屋さん再せん入!
  - 本編画面右上：人気の仕事パン屋さん 知られざる世界にさいせん入!
- 爆笑みやぞんコメンタリー（一挙再放送）
  - 放送日：2020年05月11日 月曜 [* 21]
- てれび戦士
  -     阿比留照太
  -     筧礼
- 場所：東京都台東区浅草
- 指導：セキネベーカリー
- 撮影：2020年2月

### 町の写真館
- 放送日：2020年10月05日 月曜 [* 62]
- サブタイトル
  - 電空リサーチ：町の写真館でhello,ワーク!
  - 本編画面右上：目指せ!名カメラマン 町の写真館
- てれび戦士
  -     佐々木ゆら
  -     溝口元太
- 場所：東京都品川区
- 指導：岡崎写真館 伊與田彰

### 水族館
- 前編
  - 放送日：2020年12月14日 月曜 [* 87]
  - 電空リサーチ：水族館でhello,ワーク
  - 本編画面右上：水族館でhello,ワーク! 飼育員になって生き物のお世話
- 後編
  - 放送日：2020年12月15日 火曜 [* 88]
  - 電空リサーチ：水族館でhello,ワーク イルカ編
  - 本編画面右上：水族館でhello,ワーク! かわいい!イルカのトレーナー
- てれび戦士
  -     マウスソニア
  -     稲毛眞生
- 場所：神奈川県横浜市金沢区八景島
- 指導：横浜・八景島シーパラダイス

### お花屋さん
- 前編
  - 放送日：2021年01月04日 月曜 [* 94]
  - 電空リサーチ：hello,ワーク 人を幸せにする仕事 〜お花屋さん1〜
  - 本編画面右上：人を幸せにする仕事 お花屋さんでhello,ワーク
- 後編
  - 放送日：2021年01月05日 火曜 [* 95]
  - 電空リサーチ：hello,ワーク 人を幸せにする仕事 〜お花屋さん2〜
  - 本編画面右上：人を幸せにする仕事 お花屋さんでhello,ワーク
- てれび戦士
  -     佐々木ゆら
  -     松尾そのま
- 場所：埼玉県さいたま市北区盆栽町
- 指導：石井まさるのお花やさん

### 町の八百屋
『天才てれびくんhello, hello,ワーク スペシャル』は、2021年9月2日にNHK Eテレで放送されたテレビ番組。
概要
『天才てれびくんhello,』2021年度の夏休み明け特別企画。初回放送日の2021年9月2日は木曜日だが、東京パラリンピックの放送のため4分縮小の30分枠で放送。傑作選では木曜34分枠で放送され「ピクセル採掘場」を1回分再放送することで放送時間の穴埋めをした。
職業体験コーナー「hello,ワーク」のスペシャル版。てれび戦士の2人が東京都足立区北千住で100年近くつづく老舗の八百屋に弟子入りする。
放送日時
- 本放送：2021年09月02日 木曜 18:20 - 18:50
- 傑作選：2021年11月25日 木曜 18:20 - 18:54

各種情報
- サブタイトル
  - 本編画面右上：hello,ワーク スペシャル 町の八百屋さんに弟子入り
  - 電子番組表EPG：スペシャル企画!八百屋さんでhello,ワーク
- てれび戦士
  -     阿比留照太
  -     大谷紅緒
- 場所：東京都足立区
- 指導：横田青果店、鴨下農園
- 出典：[* 155][* 317][645]

スタッフ
- ナレーション - 木村昴
- 撮影 - 城戸口秀樹
- 音声 - 荒武芙紗子
- 編集 - 渡辺政男
- 映像技術 - 増田チカ
- 音響効果 - 塚田大
- ディレクター - 大塚栄貴
- プロデューサー - 観堂早織
- 制作統括 - 清水亮詞
- 制作・著作 - NHK

## 2020年度 ダンススペシャル
『天才てれびくんhello, ダンススペシャル』は、2020年12月21日にNHK Eテレで放送されたテレビ番組。
出典：

### 概要
『天才てれびくんhello,』2020年の年末特別企画。NHKウィズコロナ・プロジェクト「みんなでエール」とのコラボレーション企画（てんカケ）。
しっときんぐすがダンスを指導する「茶の間戦士リモートダンスレッスン」と「1日で5曲ダンスを覚えろ」を放送。エンディングテーマは2つの企画の出演者による「ハローハロー みんなでおどろうバージョン」。
放送日時
- 本放送：2020年12月21日 月曜 18:20 - 18:45
- 再放送：2021年03月22日 月曜 18:20 - 18:45

### 茶の間戦士リモートダンスレッスン
出演者
- 進行：小島よしお
- 指導：しっときんぐす（shoji、NOPPO）
- てれび戦士：溝口元太、マウスソニア

内容
スタジオは「ゲームルーム」。茶の間戦士に「ハローハロー」のダンスをリモートレッスン。

### 1日で5曲ダンスを覚えろ
出演者
- てれび戦士
  -     冨士原生
  -     ギュナイ滝美
- 見届け人：しっときんぐす（kazuki、Oguri）

内容
てれび戦士が有名ダンスの振り付けを1日で5曲マスターする。
課題曲
1. AKB48「恋するフォーチュンクッキー」
2. NiziU「Make you happy」
3. DA PUMP「U.S.A.」
4. EXILE「Choo Choo TRAIN」
5. s**t kingz「Haze」

### スタッフ
- ナレーション - 木村昴
- ディレクター - 平井正孝
- プロデューサー - 中本裕介
- 制作統括 - 黒田健一

## モテたいゲンタ,ものがたり
『天才てれびくんhello, モテたいゲンタ,ものがたり』は、2021年8月30日にNHK Eテレで放送されたテレビ番組。
出典：

### 概要
『天才てれびくんhello,』2021年度の夏休み明け特別企画。初回放送日の2021年8月30日は東京パラリンピックの放送のため30分枠で放送。傑作選では木曜34分枠で放送され「ピクセル採掘場」を1回分再放送することで放送時間の穴埋めをした。
半分リアル、半分ドラマのフシギな物語。「モテ」を目指す、てれび戦士ゲンタの青春ストーリー。
通常番組との相違点
- 登場する放送局の名称は「NHK」ではなく「MHK」である。
- 『天才てれびくんhello,』の番組出演者として、放送局の裏側の様子が描かれる。
- あどミンの出演がなく、オープニング、エンディングを含めてCG演出がない。

### 放送日時
- 本放送：2021年08月30日 月曜 18:20 - 18:50
- 傑作選：2021年11月04日 木曜 18:20 - 18:54

### 登場人物
主演
- 溝口元太

「皆からモテるようになりたい」と考え、様々なチャレンジを行う。
中幡ディレクターの関係者
- 中幡進悟 - オツハタ

「天才てれびくんhello,」のディレクター。モテたい元太に密着取材を行う。
- 幼少期の中幡 - 中村陸
- 中幡の母 - 廣澤恵
- 中幡の父 - 才勝
- 中学時代の中幡のチームメイト - 川崎ブレイブサンダース

天才てれびくんhello,
- 坂上悠真
- 梅田芹奈
- ギュナイ滝美
- 稲毛眞生
- 筧礼
- 勅使河原空
- 松尾そのま
- 香月萌衣
- みやぞん
- 和牛

イケメンになってモテる
- 天野由紀子

足をはやくしてモテる
- 荒川優

あこがれの佐藤健さんにモテるひけつを聞く
- 佐藤健

### スタッフ
- 脚本 - 喜安浩平
- 撮影 - 田中哲平
- 照明 - 渡辺絢香
- 音声 - 渡邊賢
- 編集 - 森川純市
- 映像技術 - 森山雄太
- 美術 - 浅野菜那子
- 衣装 - 広瀬水音
- 音響効果 - 塚田大
- 演出 - 中村真己
- 制作統括 - 岸本伸介
- 制作・著作 - NHK

## 防災スペシャル ワクワク!天てれサバイバルキャンプ
『天才てれびくんhello, 防災スペシャル ワクワク!天てれサバイバルキャンプ』は、2021年9月9日にNHK Eテレで放送されたテレビ番組。
出典：

### 概要
『天才てれびくんhello,』とNHK防災キャンペーン「災害から命を守る」のコラボレーション企画（てんカケ）。9月1日の「防災の日」に合わせて企画されたものだが、2021年9月1日は東京パラリンピックの放送のため『天才てれびくんhello,』の通常放送が休止。2021年9月9日の特別枠での放送となった。翌年の2022年9月1日「防災の日」に再放送されている。
2021年9月16日の『天才てれびくんhello,』木曜34分枠で生放送を休止して再編集版を放送。34分版のサブタイトルは「てれび戦士といっしょに!サバイバルキャンプ」。34分版の番組放送時間に最大震度5弱の能登群発地震が発生、緊急地震速報が放送された。
てれび戦士4人が埼玉県児玉郡神川町のヒゲッチキャンプ場でサバイバルキャンプ。市販のキャンプ用品を使わず「寝床作り」「火起こし」「食事」「水の確保」に挑戦。

### 放送日時
25分版
- 2021年09月09日 木曜 19:15 - 19:40
- 2021年12月04日 土曜 14:40 - 15:05
- 2022年09月01日 木曜 17:35 - 18:00

34分版
- 2021年09月16日 木曜 18:20 - 18:54

### 出演者
てれび戦士
- 梅田芹奈
- 坂上悠真
- 阿比留照太
- 布施麻理亜

指導
- 伊藤光太郎
NPO法人東京都キャンプ協会理事、ロケ場所「ヒゲッチキャンプ場」のオーナー。

ナレーション
- 25分版：大原優乃
『天才てれびくんMAX』「Dream5」出身。自称「キャンプ大好き」（テレビドラマ『ゆるキャン△』出演）。
- 34分版：木村昴
『天才てれびくんhello,』メインナレーション。

### スタッフ
- ディレクター - 河原剛、中村典和
- プロデューサー - 真治史、観堂早織
- 制作統括 - 岸本伸介
- 制作協力 - テレビマンユニオン
- 制作・著作 - NHK

## 三陸 魅力さがしの旅!
『天才てれびくんhello, スペシャル 三陸 魅力さがしの旅! 完全版』は、2022年2月11日にNHK Eテレで放送されたテレビ番組。

### 概要
2022年北京オリンピックの放送のため25分枠となった2022年2月3日の木曜枠で生放送を休止して先行放送（以下「25分版」）。2022年2月11日9時から「建国記念の日」の祝日特別番組として30分枠で放送（以下「30分版」）。
30分版のオープニングタイトルは『天才てれびくんhello, スペシャル 三陸 魅力さがしの旅! 完全版』。電子番組表EPGのサブタイトルは「ソノマ・フウカ・メイの三陸鉄道旅」。番組本編、画面右上のサブタイトルは25分版が「ソノマ・メイ・フウカ 三陸 魅力さがしの旅」、30分版が「天てれ女子3人組 三陸 魅力さがしの旅」。
東日本大震災で甚大な被害を受けた三陸鉄道は2019新型コロナウイルス感染症の影響で観光客が激減していた。三陸鉄道からのSOSを受けて『天才てれびくんhello,』番組出演者の中でも低年齢の女子3人組（東日本大震災発生時、生誕前1人、0歳児2人）が岩手県三陸海岸沿岸地域の魅力を紹介する。

### 放送日時
25分版
- 2022年02月03日 木曜 18:20 - 18:45 [* 208]
- 2022年08月04日 木曜 17:35 - 18:00 [* 319]

30分版
- 2022年02月11日 金曜 09:00 - 09:30 [* 212]

### 出演者・スタッフ
天てれ女子3人組
- 松尾そのま
- 江原風花
- 香月萌衣

協力
- 三陸鉄道
- 小石浜漁港 ほたて漁師
- 三陸BMXスタジアム
- 大槌町観光交流協会
- 大槌町産業振興課
- 宮古市地域おこし協力隊
- 宮古市魚菜市場
- 道の駅のだ
- 久慈広域観光協議会

スタッフ
- ナレーション - 木村昴
- 撮影 - 竹中哲
- 音声 - 村山巧
- 編集 - 山中禎伸
- 映像技術 - 増田チカ
- 音響効果 - 塚田大
- ディレクター - 柳沢等
- プロデューサー - 山本正樹
- 制作統括 - 清水亮詞
- 制作・著作 - NHK

### 行程
2021年12月に撮影。三陸鉄道リアス線を2泊3日で北上する。
盛駅
1日目。南リアス線の盛駅 - 釜石駅間を旅する。
車両の配色の意味は、青が三陸の海、赤が鉄道に対する情熱、白が誠実さ。
恋し浜駅
小石浜漁港でほたて漁の見学。ほたてを食す。
甫嶺駅
大船渡市立甫嶺小学校跡地を活用した三陸BMXスタジアムでBMXを体験。
釜石駅
2日目。リアス線（旧・JR山田線）の釜石駅 - 宮古駅間を旅する。
大槌駅
大槌町観光交流協会が大漁旗でお出迎え。
三日月不動尊の鳥居から『ひょっこりひょうたん島』のモデルと言われる蓬萊島を見学。
宮古駅
浄土ヶ浜で船に乗り、三陸の海岸線（リアス式海岸）を見学。ウミネコの餌付けも体験。
宮古市魚菜市場で三陸の海の幸を見学。マダラの刺身を食す。
陸中野田駅（30分版のみ）
3日目。北リアス線の宮古駅 - 久慈駅間を旅する。
道の駅のだで野田村名物「のだ塩」を使った「塩アイスクリーム」を食す。
久慈駅
岩手県北部に伝わる小正月の伝統行事「なもみ」がお出迎え。
貸切列車で三陸のPR動画「また明日 三陸におでんせバージョン」を撮影。

## 天てれ科学アカデミー
概要
てれび戦士に「求む!科学を愛する者たち ともに世界を楽しませよう!」との招待状が届く。
放送日
- 2021年5月11日 - 前編 [* 129]
- 2021年5月18日 - 後編 [* 132]
- 2021年8月24日 - 特別編 [* 320]

出演
- 市岡元気
- チャンカワイ（Wエンジン）
- てれび戦士：阿比留照太、香月萌衣

| ステージ | 科学ミッション                         | テーマ         |
| -------- | -------------------------------------- | -------------- |
| 魔法の間 | 雷神の力でクラゲを浮かせて運べ         | 静電気         |
| 推理の間 | エナジードリンクを飲んだ犯人を探し出せ | ブラックライト |
| 天気の間 | 風神の力で雪を降らせろ!                | 遠心力         |
| 最終試験 | にじ色にかがやく雲作り                 | シャボン玉     |

## 魔術学園サイエ〜ンス
出演
- 市岡元気 - 魔術学園サイエ〜ンス校長
- 坂上悠真 - 魔法少年ユウマ
- 松尾そのま - 魔法少女ソノマ

| 時間    | 授業                           | 2021年   | 脚注      |
| ------- | ------------------------------ | -------- | --------- |
| 1時間目 | 魔界のふわふわ雲スライム       | 10月25日 | [ * 174 ] |
| 2時間目 | 超魔術魔界のぶくぶく地獄温泉   | 10月26日 | [ * 175 ] |
| 3時間目 | 超魔術魔界のぐるぐるブリザード | 10月26日 | [ * 175 ] |

## Special Science Research
通称：SSR
サブタイトルは「科学の力でなぞをとけ!」
出演
- SSR主任：市岡元気
- SSR特別補佐官：チャンカワイ（Wエンジン）
- SSR見習い調査員：てれび戦士

| 放送日          | タイトル                                                                                        | てれび戦士            |
| --------------- | ----------------------------------------------------------------------------------------------- | --------------------- |
| 2022年 02月23日 | 怪奇!レインボージュースの正体は…? - 水に浮かぶ野菜をつきとめろ! - しずんだイカを浮かばせろ!     | 阿比留照太 布施麻理亜 |
| 04月18日        | 音で火が消えるヒミツ - 声でローソクの火を消せ!                                                  | ギュナイ滝美 筧礼     |
| 04月25日        | 消えるイラストのヒミツ - 光のトリックでハッピーに!?                                             | 阿比留照太 松尾そのま |
| 05月17日        | 回転の力でCDが立つヒミツ - 科学の力で紙を遠くに飛ばせ!                                          | 稲毛眞生 勅使河原空   |
| 05月24日        | コップがういたヒミツ - 重いフルーツを持ち上げる!?                                               | 筧礼 松尾そのま       |
| 10月18日        | うかぶUFOのなぞをとけ! - 科学の力でものをうかせろ!                                              | 坂上悠真 筧礼         |
| 10月25日        | 科学の力でハロウィーンパーティー! - マジックドリンクをつくろう - サイエンスパンケーキをつくろう | 阿比留照太 盛武美音   |

## 天才ねっとくん
てれび戦士がちまたで話題の動画に挑戦。完全版が番組ホームページおよびYouTubeに公開される。
2021年度は3学期に「電空物語」を休止して7分枠で放送された。2021年度は動画本編前に動画に挑戦したてれび戦士とみやぞんのスタジオトークがある。
2022年度は火曜日の番組前半に放送されている。
| 放送日          | タイトル                      | てれび戦士                              | ゲスト          |
| --------------- | ----------------------------- | --------------------------------------- | --------------- |
| 2022年 01月24日 | 検証!イラストが浮く…?         | ゲン・ベニ 溝口元太、大谷紅緒           | みやぞん        |
| 01月25日        | 創作漢字クイズ                | チームねずねず 阿比留照太、マウスソニア | みやぞん 篠宮暁 |
| 01月26日        | マウナ&ギュナイに100の質問!   | 稲毛眞生、ギュナイ滝美                  |                 |
| 07月06日        | ベニオ&ユウマに100の質問!     | 大谷紅緒、坂上悠真                      |                 |
| 07月12日        | ショウタ&ソニアに100の質問!   | 阿比留照太、マウスソニア                |                 |
| 11月22日        | ソラ&メイに100の質問!         | 勅使河原空、香月萌衣                    |                 |
| 12月08日        | テッショウ&ソノマに100の質問! | 松尾そのま、丸山煌翔                    |                 |

## 電キャ絆シリーズ
てれび戦士と電キャのキズナを確かめるコーナーシリーズ。

### 2021年度
「電空物語」を休止して放送された7分枠のパイロット版。
出演者
- キズナ審査員：チャンカワイ

| 放送日         | タイトル                                                                 | てれび戦士            |
| -------------- | ------------------------------------------------------------------------ | --------------------- |
| 2022年 1月31日 | 抜き打ち電キャキズナテスト 1. ダジャレキズナテスト 2. ほめラップチェック | 坂上悠真              |
| 2月01日        | 電キャキズナバトル 1. にゃんにゃんネコ語伝言ゲーム 2. 電キャ以心伝心     | 溝口元太 ギュナイ滝美 |
| 2月02日        | 電キャオールforワン 1. 早口ことばリレー 2. ことばピッタリあわせま4       | 溝口元太 坂上悠真     |

### 電キャ絆バトル
2022年度。火曜日の番組前半（電書バトとオープニングタイトルの後）に放送。
出演者
- キズナ審査員：チャンカワイ
- キズナ判定員：みやぞん

| 放送日         | ゲーム                                    | てれび戦士             |
| -------------- | ----------------------------------------- | ---------------------- |
| 2022年 4月05日 | ひとことシアター イングリッシュ伝言ゲーム | 坂上悠真、大谷紅緒     |
| 6月14日        | 絵スチャー対決                            | 稲毛眞生、マウスソニア |
| 6月21日        | 何語でなんて?超伝言ゲーム                 | 筧礼、マウスソニア     |

### 電キャ絆チャレンジ
2022年度。火曜日の番組前半（電書バトとオープニングタイトルの後）に放送。
出演者
- キズナ審査員：チャンカワイ

| 放送日         | ゲーム                                 | てれび戦士            | エンジ     |
| -------------- | -------------------------------------- | --------------------- | ---------- |
| 2022年 4月12日 | 早口ことばリレー ぴったりあてま5       | ギュナイ滝美 大谷紅緒 | みやぞん   |
| 4月19日        | ぴったりあてま5 聞いて!答えて!めざせ86 | ギュナイ滝美 坂上悠真 | みやぞん   |
| 5月31日        | どんどん大きいしりとり                 | 稲毛眞生 筧礼         | みやぞん   |
| 9月06日        | 早口ことばリレー お絵かきしりとり      | 香月萌衣 大野遥斗     | 木村昴     |
| 9月13日        | 感動!ものがたリレー 「タコの恩返し」   | 布施麻理亜 香月萌衣   | 木村昴     |
| 9月27日        | ヒント4ユー                            | 布施麻理亜 大野遥斗   | 木村昴     |
| 2023年 1月31日 | 大笑い!モノガタリレー 「ピーチ太郎」   | 筧礼 盛武美音         | 石田たくみ |
| 2月07日        | 伝言Eats                               | 稲毛眞生 大谷紅緒     | 石田たくみ |

## 天てれビアポン〜ダブルス日本代表への道〜
2021年度の月曜日に放送。

### 概要
「てれび戦士はズバリ プレッシャーに弱い」と嘆くみやぞんエンジがてれび戦士を成長させるためビアポンに挑戦させる。

### 出演
- エンジ：みやぞん
- てれび戦士：ギュナイ滝美、勅使河原空
- コーチ：ケネフ

### 放送日程
| 2021年  | タイトル                         | ゲスト                                     |
| ------- | -------------------------------- | ------------------------------------------ |
| 5月10日 | ビアポン日本代表をめざせ!        |                                            |
| 5月17日 | はじめての大会へ!                | 千原せいじ                                 |
| 6月07日 | アメリカ代表とビアポン対決!      |                                            |
| 6月14日 | 3つの試練に挑戦!                 |                                            |
| 7月05日 | プロバスケ選手に学ぶ!            | 篠山竜青、辻直人                           |
| 7月12日 | メンバー交代バトル!?             | 溝口元太、梅田芹奈、阿比留照太、布施麻理亜 |
| 7月13日 | 最終決戦 VS.千原せいじ&みやぞん  | 千原せいじ                                 |
| 9月06日 | 特別編 ビアポン日本代表をめざせ! |                                            |

## 天てれ漫画
2021年度の月曜日に放送。
- てれび戦士：溝口元太、筧礼
- 指導：カメントツ
- ゲスト
  - 第3話、最終回：梅田芹奈、坂上悠真
  - 第4話、最終回：星野文彦
  - 最終回：みやぞん
- 出典：[665]

| 2021年   | 回     | タイトル                      |
| -------- | ------ | ----------------------------- |
| 11月15日 | 第1話  | 天てれ漫画 始動!              |
| 11月29日 | 第2話  | マンガの設計図                |
| 12月06日 | 第3話  | “ネーム”を完成させよ!         |
| 12月20日 | 第4話  | “読者に伝わるマンガ”を目指す! |
| 12月21日 | 第5話  | ドキドキのペン入れ!           |
| 12月30日 | 最終回 | オリジナルマンガ ついに完成   |

## ショウタとベニオの牧場日記
2022年度の月曜日に放送。
- てれび戦士：阿比留照太、大谷紅緒
- 指導
  - 加茂牧場：加茂太郎、浅田真帆
  - 高橋秀嘉（第2回）
  - 多田敦（第3回）
  - 小山浩子（第5回）
- 出典：[666][667][668]

| 放送日         | 回     | サブタイトル |
| -------------- | ------ | --- |
| 2022年 5月16日 | 第1回  | 基本のお世話 エサをあげよう! 育ち盛り!子牛のミルクあげ 簡単!牛乳スイーツを作ろう!                                                 |
| 5月23日        | 第2回  | ドキドキ…メー子はじめての〇〇 コミュ力勝負!牛舎のそうじ 夏じたく 牛の毛がり                                                       |
| 6月13日        | 第3回  | 子牛のメー子にミルクあげ 超重要!さく乳に挑戦! 探検!牛乳工場! ふんわり「牛乳もち」クッキング                                       |
| 6月20日        | 第4回  | もうなれた?エサあげ ハプニング発生!メー子のお世話                                                                                 |
| 7月04日        | 第5回  | ミルクフェスで思いを伝えろ! おいし〜い♥牛乳グルメに挑戦                                                                           |
| 7月11日        | 最終回 | いざ本番!ミルクフェスティバル 手作りクイズで酪農PR 牛乳のおいしさ発信!ミルクラーメン ミルクフェスティバル大成功! 酪農家 最後の1日 |

## 天てれブレイキン
2022年度の月曜日に放送。

### 概要
てんカケ『第4回全⽇本ブレイキン選⼿権』。

### 出演
- てれび戦士：勅使河原空、丸山煌翔
- コーチ：KENTARAW
- スペシャルコーチ
  - KATSU ONE（第2回）
  - CHOPPA→、WATO（第3回）
- ファッションカルチャー：MARSKI（第2回）
- 葛飾区立新小岩中学校のみなさん（第4回）

### 放送日程
| 2023年  | 回     | テーマ                  |
| ------- | ------ | ----------------------- |
| 1月16日 | 第1回  | ブレイキンに挑戦        |
| 1月23日 | 第2回  | ブレイキン×カルチャー   |
| 1月30日 | 第3回  | パワームーブ×チャレンジ |
| 2月06日 | 第4回  | おどろう、自分らしく    |
| 3月06日 | 最終回 | 2人の全日本             |

- 傑作選
  - 2023年2月15日 水曜：第1回、第2回
  - 2023年2月16日 木曜：第3回、第4回

新規撮影された1分30秒の予告編あり（2日とも同一映像）。

### 特別編
- 番組名『天才てれびくんhello, 特別編 天てれブレイキン ROAD TO 全日本』
- 放送日時：2023年3月6日 月曜19:00 - 19:30（30分）

| 年月       | 内容                             | 相当回 |
| ---------- | -------------------------------- | ------ |
| 2022年11月 | ダンスの基本をマスターせよ!      | 第1回  |
| 2022年11月 | ブレイキンカルチャーを学べ!      | 第2回  |
| 2022年12月 | 超難関!「パワームーブ」にいどめ! | 第3回  |
| 2023年01月 | 120人の前でおどりきれ!           | 第4回  |
| 2023年02月 | ついに本番!2人だけのステージへ   | 最終回 |

### スタッフ
- ディレクター：景山潮、大塚栄貴
- 制作統括：神原一光

## 電書バト
2022年度、火曜日と水曜日の冒頭（アバンタイトル）に放送されるコーナー。放送尺は2分30秒。
てれび戦士4人とみやぞんが電キャんぷベース（CGバーチャルスタジオ）で電書バトが届けるおたよりや指令をもとにトークやゲームを繰り広げる。視聴者参加のゲームコーナーを兼ねており、トーク回は画面に隠れたあらぽんを見つけて決定ボタンを押すことでピクセルをゲットできる。ゲーム回は4色ボタンでゲームの結果を予想する。
電書バト自体は『てれび戦士のおたよりコーナー』にも登場する。
| 放送日          | おたより / 指令                                                     | てれび戦士                                      |
| --------------- | ------------------------------------------------------------------- | ----------------------------------------------- |
| 2022年 04月05日 | ツメをかむクセがやめられない てれび戦士のみんなはクセってある?      | 布施麻理亜、ギュナイ滝美 香月萌衣、阿比留照太   |
| 04月06日        | インドネシアの遊び 「ロンバ・ムマスカン・ペンシルカン」をやってみて | 松尾そのま、勅使河原空 マウスソニア、大谷紅緒   |
| 04月12日        | タイムマシンがあったら何したい?                                     | 香月萌衣、ギュナイ滝美 布施麻理亜、阿比留照太   |
| 04月13日        | 思い出の品でモノボケに挑戦せよ!! レイのみかん箱                     | 阿比留照太、筧礼 大谷紅緒、松尾そのま           |
| 04月19日        | 思い出の品でモノボケに挑戦せよ!! ショウタのつりざお                 | マウスソニア、筧礼 大谷紅緒、阿比留照太         |
| 04月20日        | てれび戦士のみんなは 流れ星を見たら何をお願いする?                  | ギュナイ滝美、香月萌衣 布施麻理亜、阿比留照太   |
| 04月26日        | いま友達と夢中になっている 「ドレミの歌ゲーム」をやってみて         | 大谷紅緒、勅使河原空 マウスソニア、松尾そのま   |
| 04月27日        | 思い出の品でモノボケに挑戦せよ!! ギュナイのバランスボール           | 勅使河原空、筧礼 ギュナイ滝美、マウスソニア     |
| 05月10日        | なってみたい生き物は何ですか?                                       | 松尾そのま、大谷紅緒 阿比留照太、稲毛眞生       |
| 05月11日        | ガシガシ家事ゲーム 布団カバーつけに挑戦してみて                     | マウスソニア、ギュナイ滝美 勅使河原空、稲毛眞生 |
| 05月17日        | 勇気を出せないとき てれび戦士はどうしてますか?                      | 稲毛眞生、松尾そのま 大谷紅緒、阿比留照太       |
| 05月18日        | てれび戦士のみんな! “ちくわファイト”をやってみて                    | マウスソニア 勅使河原空、大谷紅緒               |
| 05月24日        | 自分で最高だと思う 一発ギャグをおねがいします                       | 大谷紅緒、稲毛眞生 松尾そのま、阿比留照太       |
| 05月25日        | てれび戦士のみんな! “ちくわファイト”をやってみて                    | 松尾そのま 稲毛眞生、阿比留照太                 |
| 05月31日        | 目指せ!ねこマスター ねこ検定を解いてみて                            | 大谷紅緒、ギュナイ滝美 マウスソニア、稲毛眞生   |
| 06月01日        | 世界記録に挑戦 お箸でコーヒー豆を48個運べ                           | ギュナイ滝美、マウスソニア 勅使河原空、稲毛眞生 |
| 06月14日        | クイズ!てれび戦士! マリア                                           | 勅使河原空、布施麻理亜 筧礼、大谷紅緒           |
| 06月15日        | 何個上げられる?アゲアゲ箱ティッシュチャレンジ!                      | マウスソニア、勅使河原空 布施麻理亜、筧礼       |
| 06月21日        | クイズ!てれび戦士 ソラ                                              | 筧礼、勅使河原空 大谷紅緒、布施麻理亜           |
| 06月22日        | 四つどもえ 超・綱引きバトル!                                        | 大谷紅緒、布施麻理亜 筧礼、マウスソニア         |
| 07月05日        | クイズ!てれび戦士 レイ                                              | マウスソニア、筧礼 大谷紅緒、勅使河原空         |
| 07月06日        | めざせぴったりハロー くつ飛ばしチャレンジ!                          | 布施麻理亜、筧礼 マウスソニア、勅使河原空       |
| 07月12日        | 料理でハロー「オムライス」                                          | 筧礼、丸山煌翔                                  |
| 07月13日        | 料理でハロー「なすボート」                                          | 筧礼、丸山煌翔                                  |
| 09月06日        | 4人で巨大だるま落としに挑戦せよ!                                    | 丸山煌翔、阿比留照太 坂上悠真、筧礼             |
| 09月07日        | 四つどもえ 超 綱引きバトル!                                         | 大野遥斗、丸山煌翔 勅使河原空、坂上悠真         |
| 09月13日        | 天てれオリジナルボブスレーで対決せよ!                               | 香月萌衣、大野遥斗 筧礼、勅使河原空             |
| 09月14日        | クイズ!てれび戦士 ショウタ                                          | 筧礼、阿比留照太 香月萌衣、稲毛眞生             |
| 09月27日        | 何ポーズ決められる?連続ポージング対決!                              | 阿比留照太、松尾そのま 筧礼、坂上悠真           |
| 09月28日        | クイズ!てれび戦士 ミオ                                              | 松尾そのま、盛武美音 稲毛眞生、香月萌衣         |
| 10月04日        | ロデオマシーンに乗って 輪投げで勝負せよ!                            | 勅使河原空、盛武美音 丸山煌翔、松尾そのま       |
| 10月05日        | クイズ!てれび戦士 マウナ                                            | 盛武美音、稲毛眞生 丸山煌翔、大野遥斗           |
| 10月18日        | クイズ!てれび戦士 ミオ                                              | 布施麻理亜、盛武美音 香月萌衣、坂上悠真         |
| 10月19日        | 超だるま落とし!                                                     | 松尾そのま、大野遥斗 布施麻理亜、丸山煌翔       |
| 10月25日        | クイズ!てれび戦士 ハルト                                            | 香月萌衣、大野遥斗 大谷紅緒、坂上悠真           |
| 10月26日        | 投げて!けって ダブルボールパス!                                     | 坂上悠真、布施麻理亜 大野遥斗、松尾そのま       |
| 11月15日        | クイズ!てれび戦士 テッショウ                                        | 大谷紅緒、丸山煌翔 松尾そのま、盛武美音         |
| 11月16日        | 何ポーズ決められる?連続ポージング対決!                              | 丸山煌翔、大谷紅緒 盛武美音、大野遥斗           |
| 11月22日        | カタカナ禁止ゲーム!                                                 | 坂上悠真、香月萌衣 丸山煌翔、布施麻理亜         |
| 11月23日        | 四つどもえ 超・綱引きバトル!                                        | 盛武美音、松尾そのま 大谷紅緒、香月萌衣         |
| 12月06日        | クイズ!てれび戦士 ソニア                                            | 丸山煌翔、マウスソニア 稲毛眞生、ギュナイ滝美   |
| 12月07日        | カタカナ禁止ゲーム!                                                 | 大谷紅緒、ギュナイ滝美 マウスソニア、筧礼       |
| 12月13日        | クイズ!てれび戦士 ユウマ                                            | 筧礼、坂上悠真 大谷紅緒、稲毛眞生               |
| 12月14日        | 演技力クイズ                                                        | 坂上悠真、丸山煌翔 大谷紅緒、勅使河原空         |
| 12月20日        | クイズ!てれび戦士 ギュナイ                                          | 勅使河原空、ギュナイ滝美 稲毛眞生、筧礼         |
| 12月21日        | 記憶力対決!                                                         | ギュナイ滝美、筧礼 坂上悠真、マウスソニア       |
| 2023年 01月17日 | クイズ!てれび戦士 ベニオ                                            | マウスソニア、大谷紅緒 勅使河原空、丸山煌翔     |
| 01月18日        | 四つどもえ 超・綱引きバトル!                                        | 稲毛眞生、丸山煌翔 坂上悠真、勅使河原空         |
| 01月24日        | クイズ!てれび戦士 ソニア                                            | 稲毛眞生、マウスソニア 筧礼、坂上悠真           |
| 01月25日        | 超・記憶力対決!                                                     | 布施麻理亜、盛武美音 筧礼、マウスソニア         |
| 01月31日        | クイズ!てれび戦士 ユウマ                                            | マウスソニア、坂上悠真 阿比留照太、布施麻理亜   |
| 02月01日        | 何個持ち上げられる? 箱ティッシュチャレンジ!                         | 丸山煌翔、筧礼 布施麻理亜、阿比留照太           |
| 02月07日        | クイズ!てれび戦士 ミオ                                              | 筧礼、盛武美音 丸山煌翔、稲毛眞生               |
| 02月08日        | 筒の中にある風船をうちわであおいで いち早く飛ばしきれ!              | 盛武美音、阿比留照太 マウスソニア、稲毛眞生     |
| 02月28日        | クイズ!てれび戦士 テッショウ                                        | 布施麻理亜、丸山煌翔 盛武美音、坂上悠真         |
| 03月01日        | 四つどもえ 超・綱引きバトル!                                        | 阿比留照太、稲毛眞生 坂上悠真、丸山煌翔         |

## クイズ!てれび戦士
2022年度。火曜日と水曜日のCGスタジオバラエティコーナーで放送。
| 放送日          | てれび戦士                                  | 問題 | 選択肢 |
| --------------- | ------------------------------------------- | --- | --- |
| 2022年 06月14日 | 布施麻理亜 勅使河原空 筧礼 大谷紅緒         | マリアのちょっぴりはずかしエピソード マリアは学校の先生をまちがえて 何と呼んでしまった? 正解 B.西の魔女                                      | A.西の帝王 B.西の魔女 C.西のお母さん D.西野カナ                                                                                           |
| 2022年 06月21日 | 勅使河原空 筧礼 大谷紅緒 布施麻理亜         | ソラのちょっぴりはずかしエピソード ソラが幼稚園児時代お母さんと電車で でかけたとき やってしまったことは何? 正解 A.知らない人と手をつないだ   | A.知らない人と手をつないだ B.駅員さんと手をつないだ C.知らない人のひざに座った D.知らない人としりとりをした                               |
| 2022年 07月05日 | 筧礼 マウスソニア 大谷紅緒 勅使河原空       | レイのちょっぴりはずかしエピソード レイが佐藤浩市さんに はじめてあいさつしたとき やってしまったことは? 正解 D.いっしょにいた犬にあいさつした | A.佐藤浩市さんのおべんとうを食べた B.自分のことを佐藤浩市と言った C.マネージャーにあいさつした D.いっしょにいた犬にあいさつした           |
| 2022年 09月14日 | 阿比留照太 筧礼 香月萌衣 稲毛眞生           | ショウタのこだわりエピソード ショウタが家で勉強するとき こだわっているルールは? 正解 C.教科ごとにペンをかえる                                | A.立ったまま勉強する B.押し入れの中で勉強する C.教科ごとにペンをかえる D.10分勉強して1分休む                                              |
| 2022年 09月28日 | 盛武美音 松尾そのま 稲毛眞生 香月萌衣       | ミオのちょっぴりはずかしエピソード ミオが雑貨屋でやってしまった お店にとってちょっと迷惑なこととは? 正解 C.「OPEN」の札を「CLOSE」にする     | A.100円玉を落とした B.防犯カメラに向かって踊る C.「OPEN」の札を「CLOSE」にする D.店員と2時間しゃべる                                      |
| 2022年 10月05日 | 稲毛眞生 盛武美音 丸山煌翔 大野遥斗         | マウナのちょっぴりはずかしエピソード マウナが学校に行くときに やってしまったことは? 正解 C.ビーチサンダルで登校                              | A.服を裏返しに着ていた B.テレビのリモコンを持っていった C.ビーチサンダルで登校 D.まちがえて小学校に行った                                 |
| 2022年 10月18日 | 盛武美音 布施麻理亜 香月萌衣 坂上悠真       | ミオのちょっと変わったくせエピソード 電車から降りるときに ミオがやってしまうくせは? 正解 B.忘れ物していないか何度も確認                      | A.左足から降りる B.忘れ物していないか何度も確認 C.駅名を声に出す D.車しょうさんをチェック                                                 |
| 2022年 10月25日 | 大野遥斗 香月萌衣 大谷紅緒 坂上悠真         | ハルトの意外な一面エピソード ハルトが 旅行に必ず持っていく物は? 正解 D.シュシュ                                                              | A.まくら B.まねきねこ C.シャンプーハット D.シュシュ                                                                                       |
| 2022年 11月15日 | 丸山煌翔 大谷紅緒 松尾そのま 盛武美音       | テッショウのびっくりエピソード 幼稚園に通っているとき テッショウの身に起きたことは? 正解 C.制服のおしりが破けた                              | A.すもう部屋にスカウトされた B.運動会の最中に寝た C.制服のおしりが破けた D.イスのすき間にはまった                                         |
| 2022年 12月06日 | マウスソニア 丸山煌翔 稲毛眞生 ギュナイ滝美 | ソニアクイズ ソニアが 見とれてしまうしぐさとは? 正解 B.かみをかき上げる                                                                      | A.メガネを外す B.かみをかき上げる C.ネクタイをしめる D.うで時計を見る                                                                     |
| 2022年 12月13日 | 坂上悠真 筧礼 大谷紅緒 稲毛眞生             | ユウマクイズ 部屋を片づけるときの ユウマのこだわりは? 正解 D.あえて散らかっているように見せる                                                | A.本を「あいうえお」順に並べる B.片づけの前後で写真をとる C.ダジャレを言いながら片づける D.あえて散らかっているように見せる               |
| 2022年 12月20日 | ギュナイ滝美 勅使河原空 稲毛眞生 筧礼       | ギュナイクイズ ギュナイの やめられないくせは? 正解 C.人のつめを観察する                                                                      | A.手のこうのにおいをかぐ B.だれも見ていないときに変顔をする C.人のつめを観察する D.数字の並びを見たら全部足す                             |
| 2023年 01月17日 | 大谷紅緒 マウスソニア 勅使河原空 丸山煌翔   | ベニオクイズ 食べ物に関する ベニオのこだわりは? 正解 C.キウイは皮ごと食べる                                                                  | A.おすしはマグロから食べる B.納豆は100回かき混ぜる C.キウイは皮ごと食べる D.目玉焼きにはおすをかける                                      |
| 2023年 01月24日 | マウスソニア 稲毛眞生 筧礼 坂上悠真         | ソニアクイズ ソニアがある時期 集めていたものは? 正解 C.空きかんのタブ                                                                        | A.色のついた輪ゴム B.食パンのふくろのアレ C.空きかんのタブ D.しょうゆの容器                                                               |
| 2023年 01月31日 | 坂上悠真 マウスソニア 阿比留照太 布施麻理亜 | ユウマのちょっぴりはずかしエピソード ユウマが体験した はずかしい出来事とは? 正解 A.カラオケで熱唱中に店員が入ってきた                        | A.カラオケで熱唱中に店員が入ってきた B.おなかが鳴ってクラス全員に聞かれた C.コンビニでお金が足りなかった D.ダジャレノートを先生に見られた |
| 2023年 02月07日 | 盛武美音 筧礼 丸山煌翔 稲毛眞生             | ミオのこだわりエピソード ミオの ある意味エコな習慣とは? 正解 D.えんぴつを限界ギリギリまでつかう                                              | A.夜になっても部屋の電気をつけない B.わりばしを洗って何度もつかう C.どこでも歩いて行く D.えんぴつを限界ギリギリまでつかう                 |
| 2023年 02月28日 | 丸山煌翔 布施麻理亜 盛武美音 坂上悠真       | テッショウクイズ テッショウが学校の帰り道で ついやってしまうことは? 正解 B.大声で歌う                                                        | A.見知らぬ人と競争 B.大声で歌う C.シャドーボクシング D.隠れて友だちをおどろかす                                                           |

## センパイからのアドバイス
電キャんぷベースの片隅で頼りになる先輩が駄菓子とアドバイスをくれる。
| 回 | 放送日          | センパイ     | てれび戦士   | 相談                           |
| -- | --------------- | ------------ | ------------ | ------------------------------ |
| 01 | 2022年 04月12日 | バーンズ勇気 | 大谷紅緒     | 初対面の人と話すには           |
| 02 | 04月13日        | 飯田里穂     | 布施麻理亜   | 質問にうまく答える方法         |
| 03 | 04月19日        | バーンズ勇気 | 勅使河原空   | まよったときに決める方法       |
| 04 | 04月20日        | 飯田里穂     | 大谷紅緒     | ころばない方法                 |
| 05 | 04月27日        | 飯田里穂     | 香月萌衣     | ニガテはあったほうがいい?      |
| 06 | 05月11日        | 飯田里穂     | 勅使河原空   | てれび戦士に必要なことは       |
| 07 | 06月01日        | 飯田里穂     | 稲毛眞生     | 怒られているときに笑ってしまう |
| 08 | 07月06日        | 長江崚行     | ギュナイ滝美 | 一発芸・ギャグどうすればいい?  |
| 09 | 07月13日        | 岡田結実     | 大野遥斗     | 茶の間戦士を笑顔にさせたい     |
| 10 | 09月14日        | 岡田結実     | マウスソニア | せっかちなのが悩み             |
| 11 | 09月28日        | 長江崚行     | 筧礼         | 特技がオカリナしかない         |
| 12 | 10月05日        | 岡田結実     | 阿比留照太   | 悩みがないのが悩み             |
| 13 | 10月18日        | 長江崚行     | 大野遥斗     | コメントが長くなってしまう     |
| 14 | 10月26日        | 岡田結実     | ギュナイ滝美 | 声がデカいのが悩み             |
| 15 | 11月16日        | 長江崚行     | 阿比留照太   | 欲しいものが多すぎる           |
| 16 | 11月22日        | バーンズ勇気 | 稲毛眞生     | 「マウナ」をアピールするには   |
| 17 | 11月23日        | バーンズ勇気 | 布施麻理亜   | 頭をよく見せるには             |
| 18 | 11月23日        | 岡田結実     | 筧礼         | 天然のままで大丈夫?            |
| 19 | 2023年 02月01日 | 長江崚行     | マウスソニア | キャラが地味 どうすれば?       |
| 20 | 03月23日        | バーンズ勇気 | 香月萌衣     | 歴史上で好きな人物は?          |

## てれび戦士タコ紹介
2022年度の火曜日に放送。てれび戦士の新たな魅力をドッキリ企画で引き出す他己紹介。
出演
- たこっぺ（声）：石田たくみ（カミナリ）

| 放送日         | 紹介者     | 仕掛け人                           | みりょく                          | 作戦 |
| -------------- | ---------- | ---------------------------------- | --------------------------------- | --- |
| 2022年 4月19日 | 阿比留照太 | マウスソニア 稲毛眞生 大谷紅緒     | とことん前むき                    | ドミノで失敗→どう反応する?                                                                                        |
| 2022年 4月19日 | 阿比留照太 | マウスソニア 稲毛眞生 大谷紅緒     | 前むきのひみつ                    | 相談して前むきな理由を探る                                                                                        |
| 4月26日        | 松尾そのま | ギュナイ滝美 勅使河原空 香月萌衣   | 変顔                              | かくしどりで変顔させよう!                                                                                         |
| 4月26日        | 松尾そのま | ギュナイ滝美 勅使河原空 香月萌衣   | 歌がうまい                        | つられて歌ってもらう                                                                                              |
| 4月26日        | 松尾そのま | ギュナイ滝美 勅使河原空 香月萌衣   | やさしい&たのもしい               | 突然暗くしてソノマのやさしさやたのもしさを引き出す                                                                |
| 6月14日        | 筧礼       | 坂上悠真 稲毛眞生 香月萌衣         | アドリブ&対応力                   | 「八百屋さんに弟子入り!」指導：木崎充裕 店長がいないときにリアルなお客さんが登場                                  |
| 6月21日        | 布施麻理亜 | 阿比留照太 マウスソニア 松尾そのま | 明るくて元気!                     | 「リアクションしたら負け!ポーカーフェース選手権!」 ポーカーフェースで油断させ カメラが止まったあとの素顔をねらう! |
| 2023年 2月28日 | 盛武美音   | 稲毛眞生 香月萌衣 丸山煌翔         | 豊かな発想力がある!               | 「そっきょう劇に挑戦!」                                                                                           |
| 2023年 2月28日 | 大野遥斗   | 阿比留照太 マウスソニア 筧礼       | 実は友達思い! その本音を引き出せ! | 「ハンドベルに挑戦」指導：武者智子、中村玲来                                                                      |

## ピンクモンスターギュナイを救え!
2022年度。火曜日の番組前半（電書バトとオープニングタイトルの後）に放送。
- エンジ：小島よしお
- ピンクモンスター：ギュナイ滝美

| 放送日          | タイトル | てれび戦士                                |
| --------------- | --- | ----------------------------------------- |
| 2022年 04月26日 | 第1話 バルーンリフティングでドタバタチームワーク? 魔法のピンクバルーンリフティング 風船4個 同時リフティング      | 阿比留照太 松尾そのま 布施麻理亜          |
| 05月10日        | 第2話 カーリングでチームワークを乱す? 魔法のピンクガムテープカーリング ガムテープをリングの中へ                  | 阿比留照太 筧礼 稲毛眞生                  |
| 05月17日        | 第3話 座布団キャッチでチームワークの危機? 魔法のピンク座布団キャッチ 座布団10枚キャッチせよ!                     | 坂上悠真 稲毛眞生 布施麻理亜              |
| 05月24日        | 第4話 ハンガーフィッシングで見事なチームワーク? 魔法のピンクハンガーフィッシング ハンガーでアイテムをつり上げろ! | 坂上悠真 筧礼 松尾そのま                  |
| 10月05日        | 第5話 1、2、3でピンポンマル秘作戦 魔法のピンクピンポン玉入れ ピンポン玉を投げ入れろ!                             | マウスソニア 勅使河原空 香月萌衣          |
| 10月18日        | 第6話 かさ回しリレーで危機一髪! 魔法のピンクかさ回しリレー 風船を落とさず仲間につなげ!                           | 阿比留照太 坂上悠真 大谷紅緒              |
| 10月25日        | 第7話 背面キャッチで冷静チームワーク! 魔法のピンク背面キャッチ アイテムを背面キャッチせよ!                       | 阿比留照太 大谷紅緒 香月萌衣              |
| 11月15日        | 第8話 トランポリンで究極のチームワーク! 魔法のピンクトランポリン 布でアイテムを打ち上げろ!                       | 坂上悠真 大谷紅緒 勅使河原空 マウスソニア |
| 12月13日        | 第9話 板リレーで危機一髪! 魔法のピンク板リレー 板でリレー ボールをカゴへ                                         | 坂上悠真 筧礼 丸山煌翔 盛武美音           |
| 12月20日        | 第10話 ボールバランスで一致団結せよ! 魔法のピンクボールバランス ボールを落とさずゴールへ運べ!                    | 坂上悠真 マウスソニア 丸山煌翔 盛武美音   |
| 2023年 01月17日 | 第11話 布シュートで頭脳プレイを見せつけろ! 魔法のピンク布シュート 布でアイテムをカゴに入れろ!                    | マウスソニア 丸山煌翔 大野遥斗            |
| 01月24日        | 最終話 ギュナイ奪還 ラストバトル! 魔法のピンク棒ハサミリレー ボールを落とさずリレーしゴールへ!                   | 坂上悠真 筧礼 盛武美音 大野遥斗           |

## 料理でハロー
概要
2022年度。てんカケ『きょうの料理ビギナーズ』。
番組冒頭に「料理編」（2分30秒）、番組終盤に「食事編」（1分25秒）を放送。
出演者
- てれび戦士：筧礼、丸山煌翔
- 高木ハツ江（声・佐久間レイ）

スタッフ
- 料理監修：ほりえさわこ

放送日程
- 2022年7月12日 火曜 オムライス
- 2022年7月13日 水曜 なすボート

出典

## てれジャーハンター 鉱物編
| 期間別 | hello, - ジオ |

概要
2022年度の「文化の日」特別編として25分の放送枠をすべて使って放送。
2022年は世界鉱物年。てれび戦士がお宝鉱物を発掘する。
放送日
- 本放送：2022年11月03日 木曜 [* 277]
- 再放送：2022年12月29日 木曜 [* 321]

人類のロマン金
- お宝鉱物：金
- 発掘場所：静岡県河津浜
- ハンター：丸山煌翔
- エンジ：石田たくみ
- 案内人：松原聰
- 発掘：輝沸石、石英、金

カラフルほたる石
- お宝鉱物：ほたる石
- 発掘場所：岐阜県下呂市
- ハンター：マウスソニア
- 案内人：柴山元彦
- 発掘：ブルーレース、ほたる石

古代のお宝ヒスイ
- お宝鉱物：ヒスイ
- 発掘場所：新潟県糸魚川市
- ハンター：香月萌衣
- エンジ：竹内まなぶ
- 案内人：阿依アヒマディ
- 発掘：キツネ石、石英、大理石、ヒスイ

スタッフ
- ナレーション - 木村昴
- 撮影 - 宮崎剛
- 音声 - 高島正浩
- 撮影技術 - 森山雄太
- 音響効果 - 塚田大
- 編集 - 近藤優次
- ディレクター - 景山潮
- プロデューサー - 山本正樹
- 制作統括 - 角田知慧理

## わくわく島留学
| 期間別 | hello, - ジオ |

てれび戦士が各地の島で未知の体験をする。ナレーションは木村昴。

### 淡路島
- 前編放送日：2022年11月14日 月曜
- 後編放送日：2022年11月21日 月曜
- 島：淡路島
- 市町村：兵庫県洲本市
- てれび戦士
  -     稲毛眞生
  -     盛武美音
- 案内人：山下勉（シェアホースアイランド）
- 滞在期間：2泊3日
- サブタイトル
  - 馬の気持ちを知りたい!
  - 馬との暮らしを体験!
  - 馬と海へ!島ツアー
  - 馬は人のパートナー!?
  - 馬が教えてくれたこと
- 出典：[673][* 278][* 281]

スタッフ
- 撮影 - 伊藤加菜子、佐々木寛之
- ディレクター - 岡瑠里子
- プロデューサー - 観堂早織、真治史
- 制作統括 - 萩島昌平
- 制作協力 - テレビマンユニオン

### 五島列島
- 放送日：2022年12月06日 火曜
- 島：五島列島 福江島
- 市町村：長崎県五島市
- てれび戦士：阿比留照太、筧礼
- エンジ：チャンカワイ
- 案内人：中村千結
- サブタイトル
  - 若者のカフェをお手伝い!
  - 楽しいイベントを考えよう!
  - つりイベントでもりあげよう!
- 出典：[674][* 285]

関連企画
- 君の声が聴きたい
- 連続テレビ小説 舞いあがれ!
- NHKニュースおはよう日本「五島でカフェ開店から1年過疎の地元で見つけた魅力」（2022年12月4日）

## ピクセル採掘場
| 期間別 | YOU - hello, - ジオ |

ピクセル採掘場（ピクセルさいくつじょう）は、2020年4月6日から2023年3月1日までNHK Eテレのテレビ番組『天才てれびくんhello,』で放送されていた視聴者参加型リモコンゲームの通称。「木曜生放送」との連動企画。

### 概要
データ放送を活用した『天才てれびくん』視聴者参加型リモコンゲーム第3弾。
- 司会：みやぞん（みやぞんエンジ）
- ナレーション：中井美琴

放送尺は2020年度が3分30秒、2021年度が3分20秒、2022年度の月曜日は3分30秒、2022年度の火曜日と水曜日は4分30秒。YOUまでは中盤もしくは終盤にコーナーを配置していたが、今年度からエンディング前に変更された。
みやぞんエンジが2020年度はかくれガレージの一角にある「ピクセルの採掘場」、2021年度と2022年度は電キャんぷベースの一角にある「ピクセル採掘場」のテレビ画面に顔を突っ込んで電空の住人から『ゲームのたね』と呼ばれる物を受け取り、それを用いて生放送やデータ放送のゲームに挑む。ゲーム終了時にはゲームのたねから「ピクセル（Let'sやYOUの経験値に相当）」という物が放出され、視聴者に与えられ、みやぞんエンジが歌を歌い終了する。なお、2020年度に歌った曲のうち片方は後に本編でみやぞの博士が作った曲ということが明かされた。また、2021年度はなぜかみやぞんエンジが金髪リーゼントの姿になるか白いサングラスを着用するというパターンがついた。
2020年6月15日は「D-1グランプリ」初回放送のため、ピクセル採掘場が休止。再放送週は1日2回放送されることもある。再放送週はピクセル3倍になることもあり、後述の「ピクセル銀行」も使用可能になった。
2021年2月16日・17日は本編ストーリーにおいて「あどミンの攻撃を受けたみやぞんエンジが消滅する」という展開があったため、放送されず「お便りコーナー」に差し替えられたほか、同年2月22日 - 24日では「チコちゃんに叱られる!」とのコラボレーションでみやぞんエンジの代わりにチコちゃんが出演した。

### 2020年度開始
ひっかけ合唱団
2020年4月6日より開始。『マーヴェラスTVジム』のコーナー『パンチング10』のリメイク。毎回合唱団（NHK東京児童合唱団）が合唱を行ったり物を見せつつ写真の物は何か4色ボタンで回答する。
新型コロナウィルスの影響による歌唱規制で収録困難となった影響で、2020年6月16日以降は放送されていない。
2人のみやぞん
2020年4月7日より開始。男性と女性2人のみやぞんが会話中お互いが求めた物を同時に言うので、4つの選択肢から正しい物を2つ選ぶ。両方合っていないと正解にならない。
正解を撃て!選んでシューティング
2020年4月8日より開始。最初にお題が出される。十字キーでみやぞんエンジがしがみついた大砲を動かし、お題に合致する選択肢（画面内を動き回っている）を決定ボタンで撃つ。間違えた場合は最初からやり直しとなる。また、弾が選択肢に当たるか画面の一番上に届くまで次の球を撃てない。
2021年4月7日からは『狙って!電キャでスナイパー』に改称して続投。違いとして選択肢が動かなくなり撃ちやすくなったほか、ダミー選択肢には弾が当たらず画面上部へ貫通するようになった。
順番に撃て!選んでシューティング
2020年4月15日より開始。基本ルールは前述の『正解を撃て!選んでシューティング』と同じだが、撃つ対象は指定された順番で撃っていく。2学期までは一度間違えると進捗が全てリセットされたが、3学期からは間違えてもそのまま継続できるようになった。
2021年度でも続投。
ことばダンサーズ
2020年4月27日より開始。『天才てれびくんYOU』の2018年度生放送のコーナー『深海を探索せよ!』、『深海の主を倒せ!』と、2019年度特別生放送のコーナー『モジルスーツを倒せ!』のリメイク。4人のダンサーの服に書かれている4つの文字を見て、何が書かれているか文字を並び替え、4色キーを押して正しく入力する。一度入れ間違えるとやり直しができない。
ペタペタみやぞん
2020年4月28日より開始。『トレーニングライブ』の『探してアン・ドゥ・トロワ』のリメイク。1枚の写真が映し出され、写真の中に隠れているみやぞん（問題に応じて隠れているみやぞんの人数は教えてくれる）のある場所を貼って探す。十字キーでカーソルを選択し、決定ボタンでそのマスを貼ることができる。一度貼ったマスを選択し直すと取り消せる。なお、『探してアン・ドゥ・トロワ』とは違いみやぞんがいるマスは全て選ばなければいけない。マスから外れたり時間内に全て選べなかったりした場合は不正解となる。
2021年度でも続投。
なぞなぞファイブ
2020年4月29日より開始。『天才てれびくんYOU』の木曜生放送のクイズ『もじもんの問いに答えよ』のなぞなぞに 『正解を撃て!（順番に撃て!）選んでシューティング』の要素を合わせた要領。移動するなぞなぞのキーワードを撃って映し出されたなぞなぞ問題に4色ボタンで解答する。但し、プログラマーの電空の住人・トムくんの意地悪でキーワードにダミーが仕込まれているので注意が必要。本物は1つしかなく、正解を選ぶことができれば残ったダミーのうち1つが順次本物へと変わる。
2021年5月19日からは『シン・なぞなぞファイブ』に改称して続投。ダミー選択肢が無くなり、最初から全て本物として解答できる。
かくれんぼ川柳
2020年5月4日より開始。みやぞんが最初に川柳を読むので、その川柳に隠された言葉を4色ボタンから選ぶ。
ホニャララのちょっといいとこ見てみたい
2020年5月5日より開始。まず「ホニャララ（様々な国や都市）を見てみたい」が紹介される。マスで埋められた写真に十字ボタンから決定ボタンを撃って消していき、何の写真かわかったら4色ボタンで回答する。消したマスが少ない程高得点となる。
2021年度でも続投。ただし選び直しができなくなっている。
見つけて!アンタがハンター
2020年7月7日より開始。『トレーニングライブ』の『マジカル西川パワー』に近い。大量のマス目に書かれた漢字の中で3つだけ違う漢字を選ぶ。ヒントとして、途中でみやぞんエンジが探す漢字がないマスの一部を消してくれる。
ゴールはどこだ
2020年7月13日より開始。『トレーニングライブ』の『スパイダーアミダ』と『HITOFUDEのクリーチャー』をミックスさせたものになっている。ダンゴムシ（左右交互に曲がる習性がある）をゴールへ導くようにエリア内に敷かれたアイテムを取っていく。
選んでどんぶらこ
2020年8月31日より開始。『天才てれびくんYOU』の生放送の『もじもんの問いに答えよ』に近い。桃太郎のお婆さんに扮したみやぞんが桃に見えた2つの物の中から指定された正しい物を4色ボタンで選ぶ。途中から難易度が徐々に上がっていく。
2021年度でも続投。ただし選び直しができなくなっている。
クイズ!体ムウォッチ
2020年9月2日より開始。『トレーニングライブ』の『ヴェラリズム』に体内時計の感覚を複合させた内容。みやぞんエンジが即興で歌を披露していくので、その規定秒数に言われた歌詞をタイミングよく決定ボタンで選ぶ。解答方法は『順番に撃て!選んでシューティング』と同じ。
文字もじフィギュアスケート
2020年10月5日より開始。スケートリンク上に4文字の言葉が回転したり隠れたりするので、並び替えて何と書かれているか4色ボタンから選択する。
なぞかけボンバー
2020年10月6日より開始。隕石が2つのキーワードから謎かけ（○○とかけて××と解く）を聞いてくるので、その謎かけの答えを4色ボタンから選ぶ。

### 2021年度開始
一部のゲームは2020年度のものを改名し続投したものである。ここでは完全新規のゲームのみ記載し、リニューアルされたゲームは元のゲームの項目に記載する。
操作キャラがみやぞんエンジから変更され、開始前にてれび戦士の電キャ2名から操作する1人を選択する。選ばれる電キャは週ごとに固定。また、電キャを直接操作しないゲームもある。
覚えて!着陸大作戦
2021年4月12日より開始。最初に表示される島を記憶する。次に横スクロール画面になるため、電キャを操作して障害物を避けながら島を目指していく。最後に4択で島が表示されるので、先程表示された正しい島に着陸する。障害物に触れるとダメージを受けピクセルが減ってしまうが、決定ボタンを押すと出るビームで壊すことができる。また、星を取ると一定時間無敵状態になるが、爆弾に触れると大ダメージを受けてしまう。
一撃!早押しグランプリ
2021年4月13日より開始。連続で早押しクイズに挑戦する。急いであみだくじのゴールにたどり着く「猛ダッシュあみだくじ」、最後にアップになる写真の部分を当てる「コレのコレは何？」、非常にじれったいクイズに答える「クイズ!じれっタイム」の3種類。4色ボタンを使って答えるが、一度解答を選択するとやり直しができないため注意。
体当たり!電キャ道場
2021年4月19日より開始。基本ルールは先述の『覚えて!着陸大作戦』と同じ。こちらでは最初にお題（特定の文字で始まる言葉など）が表示され、それに沿ったアイテムを集める。ゴール目標は設定されていない。
覚えて!みやぞん鬼ごっこ
2021年5月17日より開始。基本ルールは先述の『覚えて!着陸大作戦』『体当たり!電キャ道場』と同じ。こちらでは最初に特定の格好をしたみやぞんが表示され、障害物を避けつつ最後に正しいみやぞんの元に行く。
くもりガラスの向こうは？
2021年6月23日より開始。窓ガラスが曇っており、『ルビーの指環』に合わせて段々晴れていく。音もヒントとなっている。
初回放送時の選択肢には引っ掛けとして同曲の歌詞の続きとなる「風の街」が出ていた。

### 番組外の企画
ピクセル銀行
生放送後解禁されたデータ放送限定企画。銀行のようにピクセルをためてゲームをクリアするごとにピクセルの利子が増えていく。

### 放送日程
表の日付は月曜日。
| 2020年   | 月曜日                                            | 火曜日                                            | 水曜日                                            |
| -------- | ------------------------------------------------- | ------------------------------------------------- | ------------------------------------------------- |
| 04月06日 | ひっかけ合唱団                                    | 2人のみやぞん                                     | 正解を撃て!選んでシューティング                   |
| 04月13日 | 2人のみやぞん                                     | 正解を撃て!選んでシューティング                   | 順番に撃て!選んでシューティング                   |
| 04月20日 | ひっかけ合唱団                                    | 正解を撃て!選んでシューティング                   | 正解を撃て!選んでシューティング                   |
| 04月27日 | ことばダンサーズ                                  | ペタペタみやぞん                                  | なぞなぞファイブ                                  |
| 05月04日 | かくれんぼ川柳                                    | ホニャララのちょっといいとこ見てみたい            | ホニャララのちょっといいとこ見てみたい            |
| 05月25日 | ことばダンサーズ                                  | ペタペタみやぞん                                  | なぞなぞファイブ                                  |
| 06月01日 | かくれんぼ川柳                                    | ホニャララのちょっといいとこ見てみたい            | ホニャララのちょっといいとこ見てみたい            |
| 06月08日 | 2人のみやぞん                                     | ホニャララのちょっといいとこ見てみたい            | 正解を撃て!選んでシューティング                   |
| 06月15日 | ※放送なし                                         | ひっかけ合唱団                                    | 順番に撃て!選んでシューティング                   |
| 06月22日 | 2人のみやぞん                                     | ことばダンサーズ                                  | 正解を撃て!選んでシューティング                   |
| 07月06日 | ホニャララのちょっといいとこ見てみたい            | 見つけて!アンタがハンター                         | 順番に撃て!選んでシューティング                   |
| 07月13日 | ゴールはどこだ                                    | 見つけて!アンタがハンター                         | 正解を撃て!選んでシューティング                   |
| 08月31日 | 選んでどんぶらこ                                  | 見つけて!アンタがハンター                         | クイズ!体ムウォッチ                               |
| 09月07日 | かくれんぼ川柳                                    | ペタペタみやぞん                                  | なぞなぞファイブ                                  |
| 09月14日 | 選んでどんぶらこ                                  | 見つけて!アンタがハンター                         | クイズ!体ムウォッチ                               |
| 09月21日 | かくれんぼ川柳                                    | ペタペタみやぞん                                  | なぞなぞファイブ                                  |
| 10月05日 | もじもじ!フィギュアスケート                       | なぞかけボンバー                                  | 正解を撃て!選んでシューティング                   |
| 10月12日 | ホニャララのちょっといいとこ見てみたい            | ゴールはどこだ                                    | 順番に撃て!選んでシューティング                   |
| 10月19日 | もじもじ!フィギュアスケート                       | なぞかけボンバー                                  | 正解を撃て!選んでシューティング                   |
| 10月26日 | ※放送なし                                         | ※放送なし                                         | 順番に撃て!選んでシューティング                   |
| 11月09日 | かくれんぼ川柳                                    | ホニャララのちょっといいとこ見てみたい            | クイズ!体ムウォッチ                               |
| 11月16日 | ※放送なし                                         | ペタペタみやぞん                                  | 正解を撃て!選んでシューティング                   |
| 11月23日 | 選んでどんぶらこ                                  | ホニャララのちょっといいとこ見てみたい            | クイズ!体ムウォッチ                               |
| 12月07日 | 選んでどんぶらこ                                  | ペタペタみやぞん                                  | 正解を撃て!選んでシューティング                   |
| 12月14日 | もじもじ!フィギュアスケート                       | なぞかけボンバー                                  | 見つけて!アンタがハンター                         |
| 2021年   | 月曜日                                            | 火曜日                                            | 水曜日                                            |
| 01月04日 | 2人のみやぞん                                     | 激写!ひらめきカメラ                               | 順番に撃て!選んでシューティング                   |
| 01月11日 | もじもじ!フィギュアスケート                       | なぞかけボンバー                                  | 見つけて!アンタがハンター                         |
| 01月25日 | 2人のみやぞん                                     | 激写!ひらめきカメラ                               | 順番に撃て!選んでシューティング                   |
| 02月01日 | ゴールはどこだ                                    | 激写!ひらめきカメラ                               | 正解を撃て!選んでシューティング                   |
| 02月15日 | 2人のみやぞん                                     | ※放送なし                                         | 放送なし                                          |
| 02月22日 | てんカケ『チコちゃんに叱られる!』（みやぞん不在） | てんカケ『チコちゃんに叱られる!』（みやぞん不在） | てんカケ『チコちゃんに叱られる!』（みやぞん不在） |
| 02月22日 | 選んでどんぶらこ                                  | 見つけて!アンタがハンター                         | 正解を撃て!選んでシューティング                   |
| 04月05日 | ※放送なし                                         | ※放送なし                                         | 狙って!電キャでスナイパー                         |
| 04月12日 | 覚えて!着陸大作戦                                 | 一撃!早押しグランプリ                             | 選んでどんぶらこ                                  |
| 04月19日 | 体当たり!電キャ道場                               | ホニャララのちょっといいとこ見てみたい            | 狙って!電キャでスナイパー                         |
| 04月26日 | てんカケ『ダーウィンが来た!』                     | てんカケ『ダーウィンが来た!』                     | てんカケ『ダーウィンが来た!』                     |
| 04月26日 | 体当たり!電キャ道場                               | ペタペタみやぞん                                  | 正解を撃ちまくれ!選んでシューティング             |
| 05月10日 | 覚えて!着陸大作戦                                 | ホニャララのちょっといいとこ見てみたい            | 選んでどんぶらこ                                  |
| 05月17日 | 覚えて!みやぞん鬼ごっこ                           | 見つけて!アンタがハンター                         | シン・なぞなぞファイブ                            |
| 05月24日 | 体当たり!電キャ道場                               | ペタペタみやぞん                                  | 正解を撃ちまくれ!選んでシューティング             |
| 06月07日 | 覚えて!みやぞん鬼ごっこ                           | 見つけて!アンタがハンター                         | ※放送なし                                         |
| 06月14日 | 覚えて!着陸大作戦                                 | 一撃!早押しグランプリ                             | 狙って!電キャでスナイパー                         |
| 06月21日 | ※放送なし                                         | なぞかけボンバー                                  | くもりガラスの向こうは?                           |
| 07月05日 | 覚えて!着陸大作戦                                 | 一撃!早押しグランプリ                             | 狙って!電キャでスナイパー                         |
| 07月12日 | 体当たり!電キャ道場                               | ※放送なし                                         | くもりガラスの向こうは?                           |
| 09月06日 | 覚えて!みやぞん鬼ごっこ                           | 選んで!目隠しワード                               | シン・なぞなぞファイブ                            |
| 09月13日 | 体当たり!電キャ道場                               | 一撃!早押しグランプリ                             | 正解を撃ちまくれ!選んでシューティング             |
| 09月27日 | 覚えて!みやぞん鬼ごっこ                           | 体当たり!電キャ道場                               | シン・なぞなぞファイブ                            |
| 10月04日 | 体当たり!電キャ道場                               | 一撃!早押しグランプリ                             | 正解を撃ちまくれ!選んでシューティング             |
| 10月18日 | 体当たり!電キャ道場                               | 発掘!なぞなぞ探検隊                               | シン・なぞなぞファイブ                            |
| 10月25日 | 見つけて!アンタがハンター                         | 一撃!早押しグランプリ                             | 選んでどんぶらこ                                  |
| 11月08日 | 体当たり!電キャ道場                               | 一撃!早押しグランプリ                             | シン・なぞなぞファイブ                            |
| 11月15日 | てんカケ『ひろがれ!いろとりどり』                 | てんカケ『ひろがれ!いろとりどり』                 | てんカケ『ひろがれ!いろとりどり』                 |
| 11月15日 | 体当たり!電キャ道場                               | 一撃!早押しグランプリ                             | 正解を撃ちまくれ!選んでシューティング             |
| 11月29日 | 見つけて!アンタがハンター                         | 発掘!なぞなぞ探検隊                               | 選んでどんぶらこ                                  |
| 12月06日 | 何を作ってる?電空工場                             | 選んで!目隠しワード                               | 狙って!電キャでスナイパー                         |
| 12月13日 | 体当たり!電キャ道場                               | 一撃!早押しグランプリ                             | 正解を撃ちまくれ!選んでシューティング             |
| 12月20日 | 体当たり!電キャ道場                               | 一撃!早押しグランプリ                             | シン・なぞなぞファイブ                            |
| 2022年   | 月曜日                                            | 火曜日                                            | 水曜日                                            |
| 01月17日 | 体当たり!電キャ道場                               | 一撃!早押しグランプリ                             | 発掘!なぞなぞ探検隊                               |
| 01月24日 | 覚えて!着陸大作戦                                 | 一撃!早押しグランプリ                             | くもりガラスの向こうは?                           |
| 01月31日 | 体当たり!電キャ道場                               | くもりガラスの向こうは?                           | 発掘!なぞなぞ探検隊                               |
| 02月07日 | 覚えて!みやぞん鬼ごっこ                           | 選んで!目隠しワード                               | シン・なぞなぞファイブ                            |
| 02月21日 | 何を作ってる?電空工場                             | 一撃!早押しグランプリ                             | 狙って!電キャでスナイパー                         |
| 04月04日 | つなげて消しちゃえ!3Dキューブ                     | 組み立てろ!つみつみブロック                       | 選んで!穴埋めカルタ                               |
| 04月11日 | 一撃!早押しグランプリ                             | 選んでどんぶらこ                                  | 組み立てろ!つみつみブロック                       |
| 04月18日 | つなげて消しちゃえ!3Dキューブ                     | 選んで!穴埋めカルタ                               | 体当たり!電キャ道場                               |
| 04月25日 | 一撃!早押しグランプリ                             | 組み立てろ!つみつみブロック                       | 選んでどんぶらこ                                  |
| 05月09日 | 選んでどんぶらこ                                  | つなげて消しちゃえ!3Dキューブ                     | 覚えて!おつかいマスター                           |
| 05月16日 | 一撃!早押しグランプリ                             | つなげて消しちゃえ!3Dキューブ                     | 体当たり!電キャ道場                               |
| 05月23日 | 選んでどんぶらこ                                  | 覚えて!おつかいマスター                           | 組み立てろ!つみつみブロック                       |
| 05月30日 | 一撃!早押しグランプリ                             | 組み立てろ!つみつみブロック                       | つなげて消しちゃえ!3Dキューブ                     |
| 06月13日 | 正解を撃ちまくれ!選んでシューティング             | つなげて消しちゃえ!3Dキューブ                     | 組み立てろ!つみつみブロック                       |
| 06月20日 | 一撃!早押しグランプリ                             | 組み立てろ!つみつみブロック                       | 体当たり!電キャ道場                               |
| 07月04日 | 正解を撃ちまくれ!選んでシューティング             | 組み立てろ!つみつみブロック                       | つなげて消しちゃえ!3Dキューブ                     |
| 07月11日 | 一撃!早押しグランプリ                             | 体当たり!電キャ道場                               | 組み立てろ!つみつみブロック                       |
| 09月05日 | シン・なぞなぞファイブ                            | 覚えて!ご当地トラベラー                           | つなげて消しちゃえ!3Dキューブ                     |
| 09月12日 | 発掘!なぞなぞ探検隊                               | 覚えて!おつかいマスター                           | 組み立てろ!つみつみブロック                       |
| 09月26日 | シン・なぞなぞファイブ                            | 選んでどんぶらこ                                  | つなげて消しちゃえ!3Dキューブ                     |
| 10月03日 | 発掘!なぞなぞ探検隊                               | 一撃!早押しグランプリ                             | 組み立てろ!つみつみブロック                       |
| 10月17日 | 選んでどんぶらこ                                  | つなげて消しちゃえ!3Dキューブ                     | 選んで!穴埋めカルタ                               |
| 10月24日 | 暗号を解け!みやぞん探偵団                         | 組み立てろ!つみつみブロック                       | 正解を撃ちまくれ!選んでシューティング             |
| 11月14日 | 選んでどんぶらこ                                  | つなげて消しちゃえ!3Dキューブ                     | 選んで!穴埋めカルタ                               |
| 11月21日 | 暗号を解け!みやぞん探偵団                         | 組み立てろ!つみつみブロック                       | 正解を撃ちまくれ!選んでシューティング             |
| 12月05日 | くもりガラスの向こうは?                           | 覚えて!ご当地トラベラー                           | 体当たり!電キャ道場                               |
| 12月12日 | なぞかけボンバー                                  | つなげて消しちゃえ!3Dキューブ                     | 覚えて!おつかいマスター                           |
| 12月19日 | くもりガラスの向こうは?                           | 覚えて!ご当地トラベラー                           | 体当たり!電キャ道場                               |
| 2023年   | 月曜日                                            | 火曜日                                            | 水曜日                                            |
| 01月16日 | なぞかけボンバー                                  | つなげて消しちゃえ!3Dキューブ                     | 覚えて!おつかいマスター                           |
| 01月23日 | 暗号を解け!みやぞん探偵団                         | 組み立てろ!つみつみブロック                       | 選んで!穴埋めカルタ                               |
| 01月30日 | 一撃!早押しグランプリ                             | つなげて消しちゃえ!3Dキューブ                     | 体当たり!電キャ道場                               |
| 02月06日 | 暗号を解け!みやぞん探偵団                         | 組み立てろ!つみつみブロック                       | 選んで!穴埋めカルタ                               |
| 02月27日 | 発掘!なぞなぞ探検隊                               | 組み立てろ!つみつみブロック                       | 覚えて!おつかいマスター                           |

### ピクセル大放出!リモコンゲームSP
放送日
- 2022年5月05日 木曜 Eテレこどもの日まつり
- 2022年6月08日 水曜
- 2022年8月11日 木曜

出演者
- てれび戦士：阿比留照太、ギュナイ滝美、稲毛眞生、大谷紅緒
- クイズ作家：矢野了平

内容
- 積み立てろ!つみつみブロック
- 積み立てろ!つみつみブロック モノクロ版
- すごいぞ!中の人
- つなげて消しちゃえ!3Dキューブ

## イベント
| 期間別 | YOU - hello, - ジオ |

### スペシャルステージ
| 開催日         | 区市町村       | 会場                     | 天てれ通信     | 出演       | 出典      |
| -------------- | -------------- | ------------------------ | -------------- | ---------- | --------- |
| 2021年11月20日 | 東京都世田谷区 | 二子玉川ライズ ガレリア  |                | [ 注 265 ] | [ * 322 ] |
| 2022年02月27日 | 秋田県秋田市   | 秋田拠点センターアルヴェ | 2022年03月14日 | [ 注 266 ] | [ * 323 ] |
| 2022年03月27日 | 東京都世田谷区 | 二子玉川ライズ ガレリア  |                | [ 注 267 ] | [ * 324 ] |
| 2022年05月03日 | 熊本県熊本市   | NHK熊本放送局            | 2022年06月15日 | [ 注 268 ] | [ * 325 ] |
| 2022年05月22日 | 佐賀県佐賀市   | くすかぜ広場ARKS         | 2022年06月15日 | [ 注 269 ] | [ * 326 ] |
| 2022年07月24日 | 北海道札幌市   | NHK札幌放送局            | 2022年09月07日 | [ 注 270 ] | [ * 327 ] |
| 2022年10月30日 | 滋賀県守山市   | 守山市民ホール           | 2022年12月07日 | [ 注 271 ] | [ * 328 ] |
| 2022年11月05日 | 富山県富山市   | NHK富山放送局            | 2022年12月07日 | [ 注 272 ] | [ * 329 ] |

### おびひろ氷まつりをもり上げよう!
放送日
- 本放送：2023年3月08日 水曜 [* 316]
- 再放送：2023年3月29日 水曜 [* 330]

イベント概要
- 名称：第60回おびひろ氷まつり NHK Eテレキャラクター大集合!
- 日程：2023年1月29日 てれび戦士スペシャルショー
- 会場：北海道帯広市 緑ヶ丘公園
- 主催：NHK帯広放送局
- 出典：[700]

本番前日
てれび戦士4人が帯広市立緑丘小学校を訪問。
“サックス生演奏”でもり上げる!
てれび戦士：阿比留照太
“目かくしヌンチャク”に挑戦!
てれび戦士：マウスソニア
指導：ニンジャHIROKI
“ご当地だじゃれ”でお客さんを爆笑させる!
てれび戦士：坂上悠真
“長ーいシャボン玉”に挑戦!
てれび戦士：ギュナイ滝美
指導：杉山兄弟